# Liste der Kulturdenkmale in Berlin-Mitte/Dorotheenstadt
Auf dieser Seite sind die Kulturdenkmale im Stadtviertel Dorotheenstadt im Berliner Ortsteil Mitte aufgelistet. Diese Liste ist Teil der Liste der Kulturdenkmale in Berlin-Mitte. Grundlage ist die Denkmalliste des Landes Berlin, die auf Basis des Berliner Denkmalschutzgesetzes erstmals am 28. September 1995 bekannt gemacht wurde und seither durch das Landesdenkmalamt Berlin geführt und aktualisiert wird.

## Denkmalbereiche (Ensembles)
| Nr.      | Lage | Offizielle Bezeichnung | Bestandteile / Beschreibung | Bild                                |
| -------- | --- | --- | --- | ----------------------------------- |
| 09080399 | Dorotheenstraße 84 Reichstagufer 12 (Lage) | Postscheckamt, unter Einbeziehung von Bauteilen der Markthalle IV Baudenkmal siehe: Dorotheenstraße 84 | Weitere Bestandteile des Ensembles: | Weitere Bestandteile des Ensembles: |
| 09080399 | Dorotheenstraße 84 Reichstagufer 12 (Lage) | Postscheckamt, unter Einbeziehung von Bauteilen der Markthalle IV Baudenkmal siehe: Dorotheenstraße 84 | 09080400 – Dorotheenstraße 84 (ehem. 82), Hotel Prinz Heinrich, 1887 |                                     |
| 09080399 | Dorotheenstraße 84 Reichstagufer 12 (Lage) | Postscheckamt, unter Einbeziehung von Bauteilen der Markthalle IV Baudenkmal siehe: Dorotheenstraße 84 | 09085087 – Reichstagufer 12, Verbindungstunnel der ehem. Markthalle IV, 1884–1886 von Hermann Blankenstein und August Lindemann                                                                                            |                                     |
| 09065043 | Geschwister-Scholl-Straße 2/8, 5/7 Am Kupfergraben 1–3 Am Weidendamm 2–3 Planckstraße 20/30 (Lage) | Kasernen und Wohngebäude Gesamtanlage siehe: Geschwister-Scholl-Straße 2/8... Baudenkmale siehe: Geschwister-Scholl-Straße 5 Planckstraße 20/22 | Weitere Bestandteile des Ensembles: | Weitere Bestandteile des Ensembles: |
| 09065043 | Geschwister-Scholl-Straße 2/8, 5/7 Am Kupfergraben 1–3 Am Weidendamm 2–3 Planckstraße 20/30 (Lage) | Kasernen und Wohngebäude Gesamtanlage siehe: Geschwister-Scholl-Straße 2/8... Baudenkmale siehe: Geschwister-Scholl-Straße 5 Planckstraße 20/22 | 09065046 – Planckstraße 24, Beamtenwohnhaus des Königlichen Marstalls, 1898 |                                     |
| 09065043 | Geschwister-Scholl-Straße 2/8, 5/7 Am Kupfergraben 1–3 Am Weidendamm 2–3 Planckstraße 20/30 (Lage) | Kasernen und Wohngebäude Gesamtanlage siehe: Geschwister-Scholl-Straße 2/8... Baudenkmale siehe: Geschwister-Scholl-Straße 5 Planckstraße 20/22 | 09075017 – Am Kupfergraben 3, Kasernenerweiterung, um 1950 |                                     |
| 09095937 | Unter den Linden 2–23, 24/36, 37–42, 48/56, 51/71, 62/76 Am Festungsgraben 1–2 Am Kupfergraben 4–7, 10 Am Zeughaus 1–2 Bauhofstraße 1–3, 5–6, 10–13 Bebelplatz 2 Behrenstraße 36, 37, 41, 42, 46–48, 51/53, 54–57, 61–70 Charlottenstraße 35–47 Dorotheenstraße 1/11, 12/16, 17, 24/26, 27–28, 33/43, 69, 93 Französische Straße 33D, 34, 38, 39 Friedrichstraße 83–84, 88–89, 153A–157, 164 Georgenstraße 45–48 Glinkastraße 45/51 Hedwigskirchgasse 1,3 Hegelplatz 1 Hinter dem Gießhaus 2–3 Hinter dem Zeughaus 1–2 Hinter der Katholischen Kirche 1–3 Markgrafenstraße 42–43 Mittelstraße 1–9, 26–27, 41–44, 48–55, 62–65 Neustädtische Kirchstraße 3–5 Niederlagstraße 2 Oberwallstraße 1–4 Pariser Platz 1, 7, 8 Platz des 18. März Rosmarinstraße 1–3, 8–10 Schadowstraße 4, 10–13 Universitätsstraße 1–3B, 5–9 Wilhelmstraße 60–65 (Lage) | Dorotheenstadt Gesamtanlage siehe: Bauhofstraße 3–5 Baudenkmale siehe: Am Festungsgraben 1; 2 Am Kupfergraben 5; 6; 6A; 7 Am Zeughaus 12 Bauhofstraße 2 Bebelplatz (Königliche Bibliothek) Behrenstraße (St. Hedwigs-Kathedrale) Behrenstraße 36–39; 46; 54–57 Charlottenstraße 43 Dorotheenstraße 1; 16; 26; 28; 35; 37; 93 Friedrichstraße 153A; 154: 157... Georgenstraße 45 Hegelplatz (Büste Hegel) Hinter der Katholischen Kirche 1–2 Mittelstraße 2–4 Neustädtische Kirchstraße 4–5 Pariser Platz (Brandenburger Tor) Schadowstraße 10–11; 2–3A; 3B Unter den Linden 2; 3; 4; 5; 6; 7; 8; 9; 10; 12; 13; 15; 17; 24; 26; 28/30; 36/38; 40; 55/65; 67, (Standbild Blücher); Denkmal König Friedrich II.; Denkmal Alexander von Humboldt; Denkmal Wilhelm von Humboldt; Standbild Helmholtz (vor Nr. 6); Denkmal Mommsen (vor Nr. 6); Standbild Mitscherlich; Standbild von Gneisenau; Standbild von Scharnhorst; Standbild von und zum Stein; Standbild von Bülow; Standbild von Wartenburg; S-Bahnhof; Schloßbrücke; Wilhelmstraße 60; Gartendenkmale siehe: Pariser Platz Unter den Linden 6; 8 | Weitere Bestandteile des Ensembles: | Weitere Bestandteile des Ensembles: |
| 09095937 | Unter den Linden 2–23, 24/36, 37–42, 48/56, 51/71, 62/76 Am Festungsgraben 1–2 Am Kupfergraben 4–7, 10 Am Zeughaus 1–2 Bauhofstraße 1–3, 5–6, 10–13 Bebelplatz 2 Behrenstraße 36, 37, 41, 42, 46–48, 51/53, 54–57, 61–70 Charlottenstraße 35–47 Dorotheenstraße 1/11, 12/16, 17, 24/26, 27–28, 33/43, 69, 93 Französische Straße 33D, 34, 38, 39 Friedrichstraße 83–84, 88–89, 153A–157, 164 Georgenstraße 45–48 Glinkastraße 45/51 Hedwigskirchgasse 1,3 Hegelplatz 1 Hinter dem Gießhaus 2–3 Hinter dem Zeughaus 1–2 Hinter der Katholischen Kirche 1–3 Markgrafenstraße 42–43 Mittelstraße 1–9, 26–27, 41–44, 48–55, 62–65 Neustädtische Kirchstraße 3–5 Niederlagstraße 2 Oberwallstraße 1–4 Pariser Platz 1, 7, 8 Platz des 18. März Rosmarinstraße 1–3, 8–10 Schadowstraße 4, 10–13 Universitätsstraße 1–3B, 5–9 Wilhelmstraße 60–65 (Lage) | Dorotheenstadt Gesamtanlage siehe: Bauhofstraße 3–5 Baudenkmale siehe: Am Festungsgraben 1; 2 Am Kupfergraben 5; 6; 6A; 7 Am Zeughaus 12 Bauhofstraße 2 Bebelplatz (Königliche Bibliothek) Behrenstraße (St. Hedwigs-Kathedrale) Behrenstraße 36–39; 46; 54–57 Charlottenstraße 43 Dorotheenstraße 1; 16; 26; 28; 35; 37; 93 Friedrichstraße 153A; 154: 157... Georgenstraße 45 Hegelplatz (Büste Hegel) Hinter der Katholischen Kirche 1–2 Mittelstraße 2–4 Neustädtische Kirchstraße 4–5 Pariser Platz (Brandenburger Tor) Schadowstraße 10–11; 2–3A; 3B Unter den Linden 2; 3; 4; 5; 6; 7; 8; 9; 10; 12; 13; 15; 17; 24; 26; 28/30; 36/38; 40; 55/65; 67, (Standbild Blücher); Denkmal König Friedrich II.; Denkmal Alexander von Humboldt; Denkmal Wilhelm von Humboldt; Standbild Helmholtz (vor Nr. 6); Denkmal Mommsen (vor Nr. 6); Standbild Mitscherlich; Standbild von Gneisenau; Standbild von Scharnhorst; Standbild von und zum Stein; Standbild von Bülow; Standbild von Wartenburg; S-Bahnhof; Schloßbrücke; Wilhelmstraße 60; Gartendenkmale siehe: Pariser Platz Unter den Linden 6; 8 | 09065277 – Bebelplatz, Stadtplatz, seit 1780, 1845–1846 von Peter Joseph Lenné, Umgestaltung 1926 |                                     |
| 09095937 | Unter den Linden 2–23, 24/36, 37–42, 48/56, 51/71, 62/76 Am Festungsgraben 1–2 Am Kupfergraben 4–7, 10 Am Zeughaus 1–2 Bauhofstraße 1–3, 5–6, 10–13 Bebelplatz 2 Behrenstraße 36, 37, 41, 42, 46–48, 51/53, 54–57, 61–70 Charlottenstraße 35–47 Dorotheenstraße 1/11, 12/16, 17, 24/26, 27–28, 33/43, 69, 93 Französische Straße 33D, 34, 38, 39 Friedrichstraße 83–84, 88–89, 153A–157, 164 Georgenstraße 45–48 Glinkastraße 45/51 Hedwigskirchgasse 1,3 Hegelplatz 1 Hinter dem Gießhaus 2–3 Hinter dem Zeughaus 1–2 Hinter der Katholischen Kirche 1–3 Markgrafenstraße 42–43 Mittelstraße 1–9, 26–27, 41–44, 48–55, 62–65 Neustädtische Kirchstraße 3–5 Niederlagstraße 2 Oberwallstraße 1–4 Pariser Platz 1, 7, 8 Platz des 18. März Rosmarinstraße 1–3, 8–10 Schadowstraße 4, 10–13 Universitätsstraße 1–3B, 5–9 Wilhelmstraße 60–65 (Lage) | Dorotheenstadt Gesamtanlage siehe: Bauhofstraße 3–5 Baudenkmale siehe: Am Festungsgraben 1; 2 Am Kupfergraben 5; 6; 6A; 7 Am Zeughaus 12 Bauhofstraße 2 Bebelplatz (Königliche Bibliothek) Behrenstraße (St. Hedwigs-Kathedrale) Behrenstraße 36–39; 46; 54–57 Charlottenstraße 43 Dorotheenstraße 1; 16; 26; 28; 35; 37; 93 Friedrichstraße 153A; 154: 157... Georgenstraße 45 Hegelplatz (Büste Hegel) Hinter der Katholischen Kirche 1–2 Mittelstraße 2–4 Neustädtische Kirchstraße 4–5 Pariser Platz (Brandenburger Tor) Schadowstraße 10–11; 2–3A; 3B Unter den Linden 2; 3; 4; 5; 6; 7; 8; 9; 10; 12; 13; 15; 17; 24; 26; 28/30; 36/38; 40; 55/65; 67, (Standbild Blücher); Denkmal König Friedrich II.; Denkmal Alexander von Humboldt; Denkmal Wilhelm von Humboldt; Standbild Helmholtz (vor Nr. 6); Denkmal Mommsen (vor Nr. 6); Standbild Mitscherlich; Standbild von Gneisenau; Standbild von Scharnhorst; Standbild von und zum Stein; Standbild von Bülow; Standbild von Wartenburg; S-Bahnhof; Schloßbrücke; Wilhelmstraße 60; Gartendenkmale siehe: Pariser Platz Unter den Linden 6; 8 | 09065276 – Bebelplatz / Hedwigskirchgasse / Hinter der Katholischen Kirche, Freiflächen an der St. Hedwigs-Kathedrale, 1773, heute Neugestaltung                                                                           |                                     |
| 09095937 | Unter den Linden 2–23, 24/36, 37–42, 48/56, 51/71, 62/76 Am Festungsgraben 1–2 Am Kupfergraben 4–7, 10 Am Zeughaus 1–2 Bauhofstraße 1–3, 5–6, 10–13 Bebelplatz 2 Behrenstraße 36, 37, 41, 42, 46–48, 51/53, 54–57, 61–70 Charlottenstraße 35–47 Dorotheenstraße 1/11, 12/16, 17, 24/26, 27–28, 33/43, 69, 93 Französische Straße 33D, 34, 38, 39 Friedrichstraße 83–84, 88–89, 153A–157, 164 Georgenstraße 45–48 Glinkastraße 45/51 Hedwigskirchgasse 1,3 Hegelplatz 1 Hinter dem Gießhaus 2–3 Hinter dem Zeughaus 1–2 Hinter der Katholischen Kirche 1–3 Markgrafenstraße 42–43 Mittelstraße 1–9, 26–27, 41–44, 48–55, 62–65 Neustädtische Kirchstraße 3–5 Niederlagstraße 2 Oberwallstraße 1–4 Pariser Platz 1, 7, 8 Platz des 18. März Rosmarinstraße 1–3, 8–10 Schadowstraße 4, 10–13 Universitätsstraße 1–3B, 5–9 Wilhelmstraße 60–65 (Lage) | Dorotheenstadt Gesamtanlage siehe: Bauhofstraße 3–5 Baudenkmale siehe: Am Festungsgraben 1; 2 Am Kupfergraben 5; 6; 6A; 7 Am Zeughaus 12 Bauhofstraße 2 Bebelplatz (Königliche Bibliothek) Behrenstraße (St. Hedwigs-Kathedrale) Behrenstraße 36–39; 46; 54–57 Charlottenstraße 43 Dorotheenstraße 1; 16; 26; 28; 35; 37; 93 Friedrichstraße 153A; 154: 157... Georgenstraße 45 Hegelplatz (Büste Hegel) Hinter der Katholischen Kirche 1–2 Mittelstraße 2–4 Neustädtische Kirchstraße 4–5 Pariser Platz (Brandenburger Tor) Schadowstraße 10–11; 2–3A; 3B Unter den Linden 2; 3; 4; 5; 6; 7; 8; 9; 10; 12; 13; 15; 17; 24; 26; 28/30; 36/38; 40; 55/65; 67, (Standbild Blücher); Denkmal König Friedrich II.; Denkmal Alexander von Humboldt; Denkmal Wilhelm von Humboldt; Standbild Helmholtz (vor Nr. 6); Denkmal Mommsen (vor Nr. 6); Standbild Mitscherlich; Standbild von Gneisenau; Standbild von Scharnhorst; Standbild von und zum Stein; Standbild von Bülow; Standbild von Wartenburg; S-Bahnhof; Schloßbrücke; Wilhelmstraße 60; Gartendenkmale siehe: Pariser Platz Unter den Linden 6; 8 | 09080269 – Behrenstraße 35 / Markgrafenstraße 44, Pommersche Hypotheken-Aktienbank und Immobilien-Verkehrsbank, 1895–1897 von Wittling & Güldner, Umbau 1923 von Ludwig Hoffmann                                           |                                     |
| 09095937 | Unter den Linden 2–23, 24/36, 37–42, 48/56, 51/71, 62/76 Am Festungsgraben 1–2 Am Kupfergraben 4–7, 10 Am Zeughaus 1–2 Bauhofstraße 1–3, 5–6, 10–13 Bebelplatz 2 Behrenstraße 36, 37, 41, 42, 46–48, 51/53, 54–57, 61–70 Charlottenstraße 35–47 Dorotheenstraße 1/11, 12/16, 17, 24/26, 27–28, 33/43, 69, 93 Französische Straße 33D, 34, 38, 39 Friedrichstraße 83–84, 88–89, 153A–157, 164 Georgenstraße 45–48 Glinkastraße 45/51 Hedwigskirchgasse 1,3 Hegelplatz 1 Hinter dem Gießhaus 2–3 Hinter dem Zeughaus 1–2 Hinter der Katholischen Kirche 1–3 Markgrafenstraße 42–43 Mittelstraße 1–9, 26–27, 41–44, 48–55, 62–65 Neustädtische Kirchstraße 3–5 Niederlagstraße 2 Oberwallstraße 1–4 Pariser Platz 1, 7, 8 Platz des 18. März Rosmarinstraße 1–3, 8–10 Schadowstraße 4, 10–13 Universitätsstraße 1–3B, 5–9 Wilhelmstraße 60–65 (Lage) | Dorotheenstadt Gesamtanlage siehe: Bauhofstraße 3–5 Baudenkmale siehe: Am Festungsgraben 1; 2 Am Kupfergraben 5; 6; 6A; 7 Am Zeughaus 12 Bauhofstraße 2 Bebelplatz (Königliche Bibliothek) Behrenstraße (St. Hedwigs-Kathedrale) Behrenstraße 36–39; 46; 54–57 Charlottenstraße 43 Dorotheenstraße 1; 16; 26; 28; 35; 37; 93 Friedrichstraße 153A; 154: 157... Georgenstraße 45 Hegelplatz (Büste Hegel) Hinter der Katholischen Kirche 1–2 Mittelstraße 2–4 Neustädtische Kirchstraße 4–5 Pariser Platz (Brandenburger Tor) Schadowstraße 10–11; 2–3A; 3B Unter den Linden 2; 3; 4; 5; 6; 7; 8; 9; 10; 12; 13; 15; 17; 24; 26; 28/30; 36/38; 40; 55/65; 67, (Standbild Blücher); Denkmal König Friedrich II.; Denkmal Alexander von Humboldt; Denkmal Wilhelm von Humboldt; Standbild Helmholtz (vor Nr. 6); Denkmal Mommsen (vor Nr. 6); Standbild Mitscherlich; Standbild von Gneisenau; Standbild von Scharnhorst; Standbild von und zum Stein; Standbild von Bülow; Standbild von Wartenburg; S-Bahnhof; Schloßbrücke; Wilhelmstraße 60; Gartendenkmale siehe: Pariser Platz Unter den Linden 6; 8 | 09080273 – Behrenstraße 42 / Charlottenstraße, Disconto-Gesellschaft, 1900–1901 von Ludwig Heim, 1909–1912 Erweiterungen, 1921–1925 Aufstockung von Bielenberg & Moser                                                     |                                     |
| 09095937 | Unter den Linden 2–23, 24/36, 37–42, 48/56, 51/71, 62/76 Am Festungsgraben 1–2 Am Kupfergraben 4–7, 10 Am Zeughaus 1–2 Bauhofstraße 1–3, 5–6, 10–13 Bebelplatz 2 Behrenstraße 36, 37, 41, 42, 46–48, 51/53, 54–57, 61–70 Charlottenstraße 35–47 Dorotheenstraße 1/11, 12/16, 17, 24/26, 27–28, 33/43, 69, 93 Französische Straße 33D, 34, 38, 39 Friedrichstraße 83–84, 88–89, 153A–157, 164 Georgenstraße 45–48 Glinkastraße 45/51 Hedwigskirchgasse 1,3 Hegelplatz 1 Hinter dem Gießhaus 2–3 Hinter dem Zeughaus 1–2 Hinter der Katholischen Kirche 1–3 Markgrafenstraße 42–43 Mittelstraße 1–9, 26–27, 41–44, 48–55, 62–65 Neustädtische Kirchstraße 3–5 Niederlagstraße 2 Oberwallstraße 1–4 Pariser Platz 1, 7, 8 Platz des 18. März Rosmarinstraße 1–3, 8–10 Schadowstraße 4, 10–13 Universitätsstraße 1–3B, 5–9 Wilhelmstraße 60–65 (Lage) | Dorotheenstadt Gesamtanlage siehe: Bauhofstraße 3–5 Baudenkmale siehe: Am Festungsgraben 1; 2 Am Kupfergraben 5; 6; 6A; 7 Am Zeughaus 12 Bauhofstraße 2 Bebelplatz (Königliche Bibliothek) Behrenstraße (St. Hedwigs-Kathedrale) Behrenstraße 36–39; 46; 54–57 Charlottenstraße 43 Dorotheenstraße 1; 16; 26; 28; 35; 37; 93 Friedrichstraße 153A; 154: 157... Georgenstraße 45 Hegelplatz (Büste Hegel) Hinter der Katholischen Kirche 1–2 Mittelstraße 2–4 Neustädtische Kirchstraße 4–5 Pariser Platz (Brandenburger Tor) Schadowstraße 10–11; 2–3A; 3B Unter den Linden 2; 3; 4; 5; 6; 7; 8; 9; 10; 12; 13; 15; 17; 24; 26; 28/30; 36/38; 40; 55/65; 67, (Standbild Blücher); Denkmal König Friedrich II.; Denkmal Alexander von Humboldt; Denkmal Wilhelm von Humboldt; Standbild Helmholtz (vor Nr. 6); Denkmal Mommsen (vor Nr. 6); Standbild Mitscherlich; Standbild von Gneisenau; Standbild von Scharnhorst; Standbild von und zum Stein; Standbild von Bülow; Standbild von Wartenburg; S-Bahnhof; Schloßbrücke; Wilhelmstraße 60; Gartendenkmale siehe: Pariser Platz Unter den Linden 6; 8 | 09075008 – Behrenstraße 64–65, Hotel Windsor, um 1840, Umbau um 1950 |                                     |
| 09095937 | Unter den Linden 2–23, 24/36, 37–42, 48/56, 51/71, 62/76 Am Festungsgraben 1–2 Am Kupfergraben 4–7, 10 Am Zeughaus 1–2 Bauhofstraße 1–3, 5–6, 10–13 Bebelplatz 2 Behrenstraße 36, 37, 41, 42, 46–48, 51/53, 54–57, 61–70 Charlottenstraße 35–47 Dorotheenstraße 1/11, 12/16, 17, 24/26, 27–28, 33/43, 69, 93 Französische Straße 33D, 34, 38, 39 Friedrichstraße 83–84, 88–89, 153A–157, 164 Georgenstraße 45–48 Glinkastraße 45/51 Hedwigskirchgasse 1,3 Hegelplatz 1 Hinter dem Gießhaus 2–3 Hinter dem Zeughaus 1–2 Hinter der Katholischen Kirche 1–3 Markgrafenstraße 42–43 Mittelstraße 1–9, 26–27, 41–44, 48–55, 62–65 Neustädtische Kirchstraße 3–5 Niederlagstraße 2 Oberwallstraße 1–4 Pariser Platz 1, 7, 8 Platz des 18. März Rosmarinstraße 1–3, 8–10 Schadowstraße 4, 10–13 Universitätsstraße 1–3B, 5–9 Wilhelmstraße 60–65 (Lage) | Dorotheenstadt Gesamtanlage siehe: Bauhofstraße 3–5 Baudenkmale siehe: Am Festungsgraben 1; 2 Am Kupfergraben 5; 6; 6A; 7 Am Zeughaus 12 Bauhofstraße 2 Bebelplatz (Königliche Bibliothek) Behrenstraße (St. Hedwigs-Kathedrale) Behrenstraße 36–39; 46; 54–57 Charlottenstraße 43 Dorotheenstraße 1; 16; 26; 28; 35; 37; 93 Friedrichstraße 153A; 154: 157... Georgenstraße 45 Hegelplatz (Büste Hegel) Hinter der Katholischen Kirche 1–2 Mittelstraße 2–4 Neustädtische Kirchstraße 4–5 Pariser Platz (Brandenburger Tor) Schadowstraße 10–11; 2–3A; 3B Unter den Linden 2; 3; 4; 5; 6; 7; 8; 9; 10; 12; 13; 15; 17; 24; 26; 28/30; 36/38; 40; 55/65; 67, (Standbild Blücher); Denkmal König Friedrich II.; Denkmal Alexander von Humboldt; Denkmal Wilhelm von Humboldt; Standbild Helmholtz (vor Nr. 6); Denkmal Mommsen (vor Nr. 6); Standbild Mitscherlich; Standbild von Gneisenau; Standbild von Scharnhorst; Standbild von und zum Stein; Standbild von Bülow; Standbild von Wartenburg; S-Bahnhof; Schloßbrücke; Wilhelmstraße 60; Gartendenkmale siehe: Pariser Platz Unter den Linden 6; 8 | 09020045 – Dorotheenstraße 24, Botanisches Institut der Universität, 1903–1906 von Georg Thür |                                     |
| 09095937 | Unter den Linden 2–23, 24/36, 37–42, 48/56, 51/71, 62/76 Am Festungsgraben 1–2 Am Kupfergraben 4–7, 10 Am Zeughaus 1–2 Bauhofstraße 1–3, 5–6, 10–13 Bebelplatz 2 Behrenstraße 36, 37, 41, 42, 46–48, 51/53, 54–57, 61–70 Charlottenstraße 35–47 Dorotheenstraße 1/11, 12/16, 17, 24/26, 27–28, 33/43, 69, 93 Französische Straße 33D, 34, 38, 39 Friedrichstraße 83–84, 88–89, 153A–157, 164 Georgenstraße 45–48 Glinkastraße 45/51 Hedwigskirchgasse 1,3 Hegelplatz 1 Hinter dem Gießhaus 2–3 Hinter dem Zeughaus 1–2 Hinter der Katholischen Kirche 1–3 Markgrafenstraße 42–43 Mittelstraße 1–9, 26–27, 41–44, 48–55, 62–65 Neustädtische Kirchstraße 3–5 Niederlagstraße 2 Oberwallstraße 1–4 Pariser Platz 1, 7, 8 Platz des 18. März Rosmarinstraße 1–3, 8–10 Schadowstraße 4, 10–13 Universitätsstraße 1–3B, 5–9 Wilhelmstraße 60–65 (Lage) | Dorotheenstadt Gesamtanlage siehe: Bauhofstraße 3–5 Baudenkmale siehe: Am Festungsgraben 1; 2 Am Kupfergraben 5; 6; 6A; 7 Am Zeughaus 12 Bauhofstraße 2 Bebelplatz (Königliche Bibliothek) Behrenstraße (St. Hedwigs-Kathedrale) Behrenstraße 36–39; 46; 54–57 Charlottenstraße 43 Dorotheenstraße 1; 16; 26; 28; 35; 37; 93 Friedrichstraße 153A; 154: 157... Georgenstraße 45 Hegelplatz (Büste Hegel) Hinter der Katholischen Kirche 1–2 Mittelstraße 2–4 Neustädtische Kirchstraße 4–5 Pariser Platz (Brandenburger Tor) Schadowstraße 10–11; 2–3A; 3B Unter den Linden 2; 3; 4; 5; 6; 7; 8; 9; 10; 12; 13; 15; 17; 24; 26; 28/30; 36/38; 40; 55/65; 67, (Standbild Blücher); Denkmal König Friedrich II.; Denkmal Alexander von Humboldt; Denkmal Wilhelm von Humboldt; Standbild Helmholtz (vor Nr. 6); Denkmal Mommsen (vor Nr. 6); Standbild Mitscherlich; Standbild von Gneisenau; Standbild von Scharnhorst; Standbild von und zum Stein; Standbild von Bülow; Standbild von Wartenburg; S-Bahnhof; Schloßbrücke; Wilhelmstraße 60; Gartendenkmale siehe: Pariser Platz Unter den Linden 6; 8 | 09055005 – Dorotheenstraße 41, Mietshaus, 1871 |                                     |
| 09095937 | Unter den Linden 2–23, 24/36, 37–42, 48/56, 51/71, 62/76 Am Festungsgraben 1–2 Am Kupfergraben 4–7, 10 Am Zeughaus 1–2 Bauhofstraße 1–3, 5–6, 10–13 Bebelplatz 2 Behrenstraße 36, 37, 41, 42, 46–48, 51/53, 54–57, 61–70 Charlottenstraße 35–47 Dorotheenstraße 1/11, 12/16, 17, 24/26, 27–28, 33/43, 69, 93 Französische Straße 33D, 34, 38, 39 Friedrichstraße 83–84, 88–89, 153A–157, 164 Georgenstraße 45–48 Glinkastraße 45/51 Hedwigskirchgasse 1,3 Hegelplatz 1 Hinter dem Gießhaus 2–3 Hinter dem Zeughaus 1–2 Hinter der Katholischen Kirche 1–3 Markgrafenstraße 42–43 Mittelstraße 1–9, 26–27, 41–44, 48–55, 62–65 Neustädtische Kirchstraße 3–5 Niederlagstraße 2 Oberwallstraße 1–4 Pariser Platz 1, 7, 8 Platz des 18. März Rosmarinstraße 1–3, 8–10 Schadowstraße 4, 10–13 Universitätsstraße 1–3B, 5–9 Wilhelmstraße 60–65 (Lage) | Dorotheenstadt Gesamtanlage siehe: Bauhofstraße 3–5 Baudenkmale siehe: Am Festungsgraben 1; 2 Am Kupfergraben 5; 6; 6A; 7 Am Zeughaus 12 Bauhofstraße 2 Bebelplatz (Königliche Bibliothek) Behrenstraße (St. Hedwigs-Kathedrale) Behrenstraße 36–39; 46; 54–57 Charlottenstraße 43 Dorotheenstraße 1; 16; 26; 28; 35; 37; 93 Friedrichstraße 153A; 154: 157... Georgenstraße 45 Hegelplatz (Büste Hegel) Hinter der Katholischen Kirche 1–2 Mittelstraße 2–4 Neustädtische Kirchstraße 4–5 Pariser Platz (Brandenburger Tor) Schadowstraße 10–11; 2–3A; 3B Unter den Linden 2; 3; 4; 5; 6; 7; 8; 9; 10; 12; 13; 15; 17; 24; 26; 28/30; 36/38; 40; 55/65; 67, (Standbild Blücher); Denkmal König Friedrich II.; Denkmal Alexander von Humboldt; Denkmal Wilhelm von Humboldt; Standbild Helmholtz (vor Nr. 6); Denkmal Mommsen (vor Nr. 6); Standbild Mitscherlich; Standbild von Gneisenau; Standbild von Scharnhorst; Standbild von und zum Stein; Standbild von Bülow; Standbild von Wartenburg; S-Bahnhof; Schloßbrücke; Wilhelmstraße 60; Gartendenkmale siehe: Pariser Platz Unter den Linden 6; 8 | 09055006 – Dorotheenstraße 43, Mietshaus, 1886 |                                     |
| 09095937 | Unter den Linden 2–23, 24/36, 37–42, 48/56, 51/71, 62/76 Am Festungsgraben 1–2 Am Kupfergraben 4–7, 10 Am Zeughaus 1–2 Bauhofstraße 1–3, 5–6, 10–13 Bebelplatz 2 Behrenstraße 36, 37, 41, 42, 46–48, 51/53, 54–57, 61–70 Charlottenstraße 35–47 Dorotheenstraße 1/11, 12/16, 17, 24/26, 27–28, 33/43, 69, 93 Französische Straße 33D, 34, 38, 39 Friedrichstraße 83–84, 88–89, 153A–157, 164 Georgenstraße 45–48 Glinkastraße 45/51 Hedwigskirchgasse 1,3 Hegelplatz 1 Hinter dem Gießhaus 2–3 Hinter dem Zeughaus 1–2 Hinter der Katholischen Kirche 1–3 Markgrafenstraße 42–43 Mittelstraße 1–9, 26–27, 41–44, 48–55, 62–65 Neustädtische Kirchstraße 3–5 Niederlagstraße 2 Oberwallstraße 1–4 Pariser Platz 1, 7, 8 Platz des 18. März Rosmarinstraße 1–3, 8–10 Schadowstraße 4, 10–13 Universitätsstraße 1–3B, 5–9 Wilhelmstraße 60–65 (Lage) | Dorotheenstadt Gesamtanlage siehe: Bauhofstraße 3–5 Baudenkmale siehe: Am Festungsgraben 1; 2 Am Kupfergraben 5; 6; 6A; 7 Am Zeughaus 12 Bauhofstraße 2 Bebelplatz (Königliche Bibliothek) Behrenstraße (St. Hedwigs-Kathedrale) Behrenstraße 36–39; 46; 54–57 Charlottenstraße 43 Dorotheenstraße 1; 16; 26; 28; 35; 37; 93 Friedrichstraße 153A; 154: 157... Georgenstraße 45 Hegelplatz (Büste Hegel) Hinter der Katholischen Kirche 1–2 Mittelstraße 2–4 Neustädtische Kirchstraße 4–5 Pariser Platz (Brandenburger Tor) Schadowstraße 10–11; 2–3A; 3B Unter den Linden 2; 3; 4; 5; 6; 7; 8; 9; 10; 12; 13; 15; 17; 24; 26; 28/30; 36/38; 40; 55/65; 67, (Standbild Blücher); Denkmal König Friedrich II.; Denkmal Alexander von Humboldt; Denkmal Wilhelm von Humboldt; Standbild Helmholtz (vor Nr. 6); Denkmal Mommsen (vor Nr. 6); Standbild Mitscherlich; Standbild von Gneisenau; Standbild von Scharnhorst; Standbild von und zum Stein; Standbild von Bülow; Standbild von Wartenburg; S-Bahnhof; Schloßbrücke; Wilhelmstraße 60; Gartendenkmale siehe: Pariser Platz Unter den Linden 6; 8 | 09055008 – Mittelstraße 7–8, Wohn- und Geschäftshaus, um 1885 |                                     |
| 09095937 | Unter den Linden 2–23, 24/36, 37–42, 48/56, 51/71, 62/76 Am Festungsgraben 1–2 Am Kupfergraben 4–7, 10 Am Zeughaus 1–2 Bauhofstraße 1–3, 5–6, 10–13 Bebelplatz 2 Behrenstraße 36, 37, 41, 42, 46–48, 51/53, 54–57, 61–70 Charlottenstraße 35–47 Dorotheenstraße 1/11, 12/16, 17, 24/26, 27–28, 33/43, 69, 93 Französische Straße 33D, 34, 38, 39 Friedrichstraße 83–84, 88–89, 153A–157, 164 Georgenstraße 45–48 Glinkastraße 45/51 Hedwigskirchgasse 1,3 Hegelplatz 1 Hinter dem Gießhaus 2–3 Hinter dem Zeughaus 1–2 Hinter der Katholischen Kirche 1–3 Markgrafenstraße 42–43 Mittelstraße 1–9, 26–27, 41–44, 48–55, 62–65 Neustädtische Kirchstraße 3–5 Niederlagstraße 2 Oberwallstraße 1–4 Pariser Platz 1, 7, 8 Platz des 18. März Rosmarinstraße 1–3, 8–10 Schadowstraße 4, 10–13 Universitätsstraße 1–3B, 5–9 Wilhelmstraße 60–65 (Lage) | Dorotheenstadt Gesamtanlage siehe: Bauhofstraße 3–5 Baudenkmale siehe: Am Festungsgraben 1; 2 Am Kupfergraben 5; 6; 6A; 7 Am Zeughaus 12 Bauhofstraße 2 Bebelplatz (Königliche Bibliothek) Behrenstraße (St. Hedwigs-Kathedrale) Behrenstraße 36–39; 46; 54–57 Charlottenstraße 43 Dorotheenstraße 1; 16; 26; 28; 35; 37; 93 Friedrichstraße 153A; 154: 157... Georgenstraße 45 Hegelplatz (Büste Hegel) Hinter der Katholischen Kirche 1–2 Mittelstraße 2–4 Neustädtische Kirchstraße 4–5 Pariser Platz (Brandenburger Tor) Schadowstraße 10–11; 2–3A; 3B Unter den Linden 2; 3; 4; 5; 6; 7; 8; 9; 10; 12; 13; 15; 17; 24; 26; 28/30; 36/38; 40; 55/65; 67, (Standbild Blücher); Denkmal König Friedrich II.; Denkmal Alexander von Humboldt; Denkmal Wilhelm von Humboldt; Standbild Helmholtz (vor Nr. 6); Denkmal Mommsen (vor Nr. 6); Standbild Mitscherlich; Standbild von Gneisenau; Standbild von Scharnhorst; Standbild von und zum Stein; Standbild von Bülow; Standbild von Wartenburg; S-Bahnhof; Schloßbrücke; Wilhelmstraße 60; Gartendenkmale siehe: Pariser Platz Unter den Linden 6; 8 | 09030050 – Mittelstraße 41–42 / Neustädtische Kirchstraße 3, Mietshaus, 1880 |                                     |
| 09095937 | Unter den Linden 2–23, 24/36, 37–42, 48/56, 51/71, 62/76 Am Festungsgraben 1–2 Am Kupfergraben 4–7, 10 Am Zeughaus 1–2 Bauhofstraße 1–3, 5–6, 10–13 Bebelplatz 2 Behrenstraße 36, 37, 41, 42, 46–48, 51/53, 54–57, 61–70 Charlottenstraße 35–47 Dorotheenstraße 1/11, 12/16, 17, 24/26, 27–28, 33/43, 69, 93 Französische Straße 33D, 34, 38, 39 Friedrichstraße 83–84, 88–89, 153A–157, 164 Georgenstraße 45–48 Glinkastraße 45/51 Hedwigskirchgasse 1,3 Hegelplatz 1 Hinter dem Gießhaus 2–3 Hinter dem Zeughaus 1–2 Hinter der Katholischen Kirche 1–3 Markgrafenstraße 42–43 Mittelstraße 1–9, 26–27, 41–44, 48–55, 62–65 Neustädtische Kirchstraße 3–5 Niederlagstraße 2 Oberwallstraße 1–4 Pariser Platz 1, 7, 8 Platz des 18. März Rosmarinstraße 1–3, 8–10 Schadowstraße 4, 10–13 Universitätsstraße 1–3B, 5–9 Wilhelmstraße 60–65 (Lage) | Dorotheenstadt Gesamtanlage siehe: Bauhofstraße 3–5 Baudenkmale siehe: Am Festungsgraben 1; 2 Am Kupfergraben 5; 6; 6A; 7 Am Zeughaus 12 Bauhofstraße 2 Bebelplatz (Königliche Bibliothek) Behrenstraße (St. Hedwigs-Kathedrale) Behrenstraße 36–39; 46; 54–57 Charlottenstraße 43 Dorotheenstraße 1; 16; 26; 28; 35; 37; 93 Friedrichstraße 153A; 154: 157... Georgenstraße 45 Hegelplatz (Büste Hegel) Hinter der Katholischen Kirche 1–2 Mittelstraße 2–4 Neustädtische Kirchstraße 4–5 Pariser Platz (Brandenburger Tor) Schadowstraße 10–11; 2–3A; 3B Unter den Linden 2; 3; 4; 5; 6; 7; 8; 9; 10; 12; 13; 15; 17; 24; 26; 28/30; 36/38; 40; 55/65; 67, (Standbild Blücher); Denkmal König Friedrich II.; Denkmal Alexander von Humboldt; Denkmal Wilhelm von Humboldt; Standbild Helmholtz (vor Nr. 6); Denkmal Mommsen (vor Nr. 6); Standbild Mitscherlich; Standbild von Gneisenau; Standbild von Scharnhorst; Standbild von und zum Stein; Standbild von Bülow; Standbild von Wartenburg; S-Bahnhof; Schloßbrücke; Wilhelmstraße 60; Gartendenkmale siehe: Pariser Platz Unter den Linden 6; 8 | 09020039 – Mittelstraße 49, Mietshaus, 1878, Umbau um 1960 |                                     |
| 09095937 | Unter den Linden 2–23, 24/36, 37–42, 48/56, 51/71, 62/76 Am Festungsgraben 1–2 Am Kupfergraben 4–7, 10 Am Zeughaus 1–2 Bauhofstraße 1–3, 5–6, 10–13 Bebelplatz 2 Behrenstraße 36, 37, 41, 42, 46–48, 51/53, 54–57, 61–70 Charlottenstraße 35–47 Dorotheenstraße 1/11, 12/16, 17, 24/26, 27–28, 33/43, 69, 93 Französische Straße 33D, 34, 38, 39 Friedrichstraße 83–84, 88–89, 153A–157, 164 Georgenstraße 45–48 Glinkastraße 45/51 Hedwigskirchgasse 1,3 Hegelplatz 1 Hinter dem Gießhaus 2–3 Hinter dem Zeughaus 1–2 Hinter der Katholischen Kirche 1–3 Markgrafenstraße 42–43 Mittelstraße 1–9, 26–27, 41–44, 48–55, 62–65 Neustädtische Kirchstraße 3–5 Niederlagstraße 2 Oberwallstraße 1–4 Pariser Platz 1, 7, 8 Platz des 18. März Rosmarinstraße 1–3, 8–10 Schadowstraße 4, 10–13 Universitätsstraße 1–3B, 5–9 Wilhelmstraße 60–65 (Lage) | Dorotheenstadt Gesamtanlage siehe: Bauhofstraße 3–5 Baudenkmale siehe: Am Festungsgraben 1; 2 Am Kupfergraben 5; 6; 6A; 7 Am Zeughaus 12 Bauhofstraße 2 Bebelplatz (Königliche Bibliothek) Behrenstraße (St. Hedwigs-Kathedrale) Behrenstraße 36–39; 46; 54–57 Charlottenstraße 43 Dorotheenstraße 1; 16; 26; 28; 35; 37; 93 Friedrichstraße 153A; 154: 157... Georgenstraße 45 Hegelplatz (Büste Hegel) Hinter der Katholischen Kirche 1–2 Mittelstraße 2–4 Neustädtische Kirchstraße 4–5 Pariser Platz (Brandenburger Tor) Schadowstraße 10–11; 2–3A; 3B Unter den Linden 2; 3; 4; 5; 6; 7; 8; 9; 10; 12; 13; 15; 17; 24; 26; 28/30; 36/38; 40; 55/65; 67, (Standbild Blücher); Denkmal König Friedrich II.; Denkmal Alexander von Humboldt; Denkmal Wilhelm von Humboldt; Standbild Helmholtz (vor Nr. 6); Denkmal Mommsen (vor Nr. 6); Standbild Mitscherlich; Standbild von Gneisenau; Standbild von Scharnhorst; Standbild von und zum Stein; Standbild von Bülow; Standbild von Wartenburg; S-Bahnhof; Schloßbrücke; Wilhelmstraße 60; Gartendenkmale siehe: Pariser Platz Unter den Linden 6; 8 | 09065285 – Platz vor dem Brandenburger Tor, Stadtplatz, seit 1734, 1875–1876 von Eduard Neide, ab 1945 Veränderungen |                                     |
| 09095937 | Unter den Linden 2–23, 24/36, 37–42, 48/56, 51/71, 62/76 Am Festungsgraben 1–2 Am Kupfergraben 4–7, 10 Am Zeughaus 1–2 Bauhofstraße 1–3, 5–6, 10–13 Bebelplatz 2 Behrenstraße 36, 37, 41, 42, 46–48, 51/53, 54–57, 61–70 Charlottenstraße 35–47 Dorotheenstraße 1/11, 12/16, 17, 24/26, 27–28, 33/43, 69, 93 Französische Straße 33D, 34, 38, 39 Friedrichstraße 83–84, 88–89, 153A–157, 164 Georgenstraße 45–48 Glinkastraße 45/51 Hedwigskirchgasse 1,3 Hegelplatz 1 Hinter dem Gießhaus 2–3 Hinter dem Zeughaus 1–2 Hinter der Katholischen Kirche 1–3 Markgrafenstraße 42–43 Mittelstraße 1–9, 26–27, 41–44, 48–55, 62–65 Neustädtische Kirchstraße 3–5 Niederlagstraße 2 Oberwallstraße 1–4 Pariser Platz 1, 7, 8 Platz des 18. März Rosmarinstraße 1–3, 8–10 Schadowstraße 4, 10–13 Universitätsstraße 1–3B, 5–9 Wilhelmstraße 60–65 (Lage) | Dorotheenstadt Gesamtanlage siehe: Bauhofstraße 3–5 Baudenkmale siehe: Am Festungsgraben 1; 2 Am Kupfergraben 5; 6; 6A; 7 Am Zeughaus 12 Bauhofstraße 2 Bebelplatz (Königliche Bibliothek) Behrenstraße (St. Hedwigs-Kathedrale) Behrenstraße 36–39; 46; 54–57 Charlottenstraße 43 Dorotheenstraße 1; 16; 26; 28; 35; 37; 93 Friedrichstraße 153A; 154: 157... Georgenstraße 45 Hegelplatz (Büste Hegel) Hinter der Katholischen Kirche 1–2 Mittelstraße 2–4 Neustädtische Kirchstraße 4–5 Pariser Platz (Brandenburger Tor) Schadowstraße 10–11; 2–3A; 3B Unter den Linden 2; 3; 4; 5; 6; 7; 8; 9; 10; 12; 13; 15; 17; 24; 26; 28/30; 36/38; 40; 55/65; 67, (Standbild Blücher); Denkmal König Friedrich II.; Denkmal Alexander von Humboldt; Denkmal Wilhelm von Humboldt; Standbild Helmholtz (vor Nr. 6); Denkmal Mommsen (vor Nr. 6); Standbild Mitscherlich; Standbild von Gneisenau; Standbild von Scharnhorst; Standbild von und zum Stein; Standbild von Bülow; Standbild von Wartenburg; S-Bahnhof; Schloßbrücke; Wilhelmstraße 60; Gartendenkmale siehe: Pariser Platz Unter den Linden 6; 8 | 09065286 – Unter den Linden (zwischen Pariser Platz und Schloßbrücke), Promenaden mit Baumbestand, 1647, ab 1658 Veränderungen, 1935–1936 Neugestaltung, seit 1949 Wiederherstellung, Umgestaltung in den sechziger Jahren |                                     |
| 09095937 | Unter den Linden 2–23, 24/36, 37–42, 48/56, 51/71, 62/76 Am Festungsgraben 1–2 Am Kupfergraben 4–7, 10 Am Zeughaus 1–2 Bauhofstraße 1–3, 5–6, 10–13 Bebelplatz 2 Behrenstraße 36, 37, 41, 42, 46–48, 51/53, 54–57, 61–70 Charlottenstraße 35–47 Dorotheenstraße 1/11, 12/16, 17, 24/26, 27–28, 33/43, 69, 93 Französische Straße 33D, 34, 38, 39 Friedrichstraße 83–84, 88–89, 153A–157, 164 Georgenstraße 45–48 Glinkastraße 45/51 Hedwigskirchgasse 1,3 Hegelplatz 1 Hinter dem Gießhaus 2–3 Hinter dem Zeughaus 1–2 Hinter der Katholischen Kirche 1–3 Markgrafenstraße 42–43 Mittelstraße 1–9, 26–27, 41–44, 48–55, 62–65 Neustädtische Kirchstraße 3–5 Niederlagstraße 2 Oberwallstraße 1–4 Pariser Platz 1, 7, 8 Platz des 18. März Rosmarinstraße 1–3, 8–10 Schadowstraße 4, 10–13 Universitätsstraße 1–3B, 5–9 Wilhelmstraße 60–65 (Lage) | Dorotheenstadt Gesamtanlage siehe: Bauhofstraße 3–5 Baudenkmale siehe: Am Festungsgraben 1; 2 Am Kupfergraben 5; 6; 6A; 7 Am Zeughaus 12 Bauhofstraße 2 Bebelplatz (Königliche Bibliothek) Behrenstraße (St. Hedwigs-Kathedrale) Behrenstraße 36–39; 46; 54–57 Charlottenstraße 43 Dorotheenstraße 1; 16; 26; 28; 35; 37; 93 Friedrichstraße 153A; 154: 157... Georgenstraße 45 Hegelplatz (Büste Hegel) Hinter der Katholischen Kirche 1–2 Mittelstraße 2–4 Neustädtische Kirchstraße 4–5 Pariser Platz (Brandenburger Tor) Schadowstraße 10–11; 2–3A; 3B Unter den Linden 2; 3; 4; 5; 6; 7; 8; 9; 10; 12; 13; 15; 17; 24; 26; 28/30; 36/38; 40; 55/65; 67, (Standbild Blücher); Denkmal König Friedrich II.; Denkmal Alexander von Humboldt; Denkmal Wilhelm von Humboldt; Standbild Helmholtz (vor Nr. 6); Denkmal Mommsen (vor Nr. 6); Standbild Mitscherlich; Standbild von Gneisenau; Standbild von Scharnhorst; Standbild von und zum Stein; Standbild von Bülow; Standbild von Wartenburg; S-Bahnhof; Schloßbrücke; Wilhelmstraße 60; Gartendenkmale siehe: Pariser Platz Unter den Linden 6; 8 | 09065011 – Unter den Linden 11, Gouverneurshaus, 1963–1964 von Fritz Meinhardt unter Verwendung von Entwürfen von Diterichs und Böhme (1721)                                                                               |                                     |
| 09095937 | Unter den Linden 2–23, 24/36, 37–42, 48/56, 51/71, 62/76 Am Festungsgraben 1–2 Am Kupfergraben 4–7, 10 Am Zeughaus 1–2 Bauhofstraße 1–3, 5–6, 10–13 Bebelplatz 2 Behrenstraße 36, 37, 41, 42, 46–48, 51/53, 54–57, 61–70 Charlottenstraße 35–47 Dorotheenstraße 1/11, 12/16, 17, 24/26, 27–28, 33/43, 69, 93 Französische Straße 33D, 34, 38, 39 Friedrichstraße 83–84, 88–89, 153A–157, 164 Georgenstraße 45–48 Glinkastraße 45/51 Hedwigskirchgasse 1,3 Hegelplatz 1 Hinter dem Gießhaus 2–3 Hinter dem Zeughaus 1–2 Hinter der Katholischen Kirche 1–3 Markgrafenstraße 42–43 Mittelstraße 1–9, 26–27, 41–44, 48–55, 62–65 Neustädtische Kirchstraße 3–5 Niederlagstraße 2 Oberwallstraße 1–4 Pariser Platz 1, 7, 8 Platz des 18. März Rosmarinstraße 1–3, 8–10 Schadowstraße 4, 10–13 Universitätsstraße 1–3B, 5–9 Wilhelmstraße 60–65 (Lage) | Dorotheenstadt Gesamtanlage siehe: Bauhofstraße 3–5 Baudenkmale siehe: Am Festungsgraben 1; 2 Am Kupfergraben 5; 6; 6A; 7 Am Zeughaus 12 Bauhofstraße 2 Bebelplatz (Königliche Bibliothek) Behrenstraße (St. Hedwigs-Kathedrale) Behrenstraße 36–39; 46; 54–57 Charlottenstraße 43 Dorotheenstraße 1; 16; 26; 28; 35; 37; 93 Friedrichstraße 153A; 154: 157... Georgenstraße 45 Hegelplatz (Büste Hegel) Hinter der Katholischen Kirche 1–2 Mittelstraße 2–4 Neustädtische Kirchstraße 4–5 Pariser Platz (Brandenburger Tor) Schadowstraße 10–11; 2–3A; 3B Unter den Linden 2; 3; 4; 5; 6; 7; 8; 9; 10; 12; 13; 15; 17; 24; 26; 28/30; 36/38; 40; 55/65; 67, (Standbild Blücher); Denkmal König Friedrich II.; Denkmal Alexander von Humboldt; Denkmal Wilhelm von Humboldt; Standbild Helmholtz (vor Nr. 6); Denkmal Mommsen (vor Nr. 6); Standbild Mitscherlich; Standbild von Gneisenau; Standbild von Scharnhorst; Standbild von und zum Stein; Standbild von Bülow; Standbild von Wartenburg; S-Bahnhof; Schloßbrücke; Wilhelmstraße 60; Gartendenkmale siehe: Pariser Platz Unter den Linden 6; 8 | 09095939 – Unter den Linden 32/34, Bürogebäude, 1962, Umbau 1991 |                                     |
| 09095937 | Unter den Linden 2–23, 24/36, 37–42, 48/56, 51/71, 62/76 Am Festungsgraben 1–2 Am Kupfergraben 4–7, 10 Am Zeughaus 1–2 Bauhofstraße 1–3, 5–6, 10–13 Bebelplatz 2 Behrenstraße 36, 37, 41, 42, 46–48, 51/53, 54–57, 61–70 Charlottenstraße 35–47 Dorotheenstraße 1/11, 12/16, 17, 24/26, 27–28, 33/43, 69, 93 Französische Straße 33D, 34, 38, 39 Friedrichstraße 83–84, 88–89, 153A–157, 164 Georgenstraße 45–48 Glinkastraße 45/51 Hedwigskirchgasse 1,3 Hegelplatz 1 Hinter dem Gießhaus 2–3 Hinter dem Zeughaus 1–2 Hinter der Katholischen Kirche 1–3 Markgrafenstraße 42–43 Mittelstraße 1–9, 26–27, 41–44, 48–55, 62–65 Neustädtische Kirchstraße 3–5 Niederlagstraße 2 Oberwallstraße 1–4 Pariser Platz 1, 7, 8 Platz des 18. März Rosmarinstraße 1–3, 8–10 Schadowstraße 4, 10–13 Universitätsstraße 1–3B, 5–9 Wilhelmstraße 60–65 (Lage) | Dorotheenstadt Gesamtanlage siehe: Bauhofstraße 3–5 Baudenkmale siehe: Am Festungsgraben 1; 2 Am Kupfergraben 5; 6; 6A; 7 Am Zeughaus 12 Bauhofstraße 2 Bebelplatz (Königliche Bibliothek) Behrenstraße (St. Hedwigs-Kathedrale) Behrenstraße 36–39; 46; 54–57 Charlottenstraße 43 Dorotheenstraße 1; 16; 26; 28; 35; 37; 93 Friedrichstraße 153A; 154: 157... Georgenstraße 45 Hegelplatz (Büste Hegel) Hinter der Katholischen Kirche 1–2 Mittelstraße 2–4 Neustädtische Kirchstraße 4–5 Pariser Platz (Brandenburger Tor) Schadowstraße 10–11; 2–3A; 3B Unter den Linden 2; 3; 4; 5; 6; 7; 8; 9; 10; 12; 13; 15; 17; 24; 26; 28/30; 36/38; 40; 55/65; 67, (Standbild Blücher); Denkmal König Friedrich II.; Denkmal Alexander von Humboldt; Denkmal Wilhelm von Humboldt; Standbild Helmholtz (vor Nr. 6); Denkmal Mommsen (vor Nr. 6); Standbild Mitscherlich; Standbild von Gneisenau; Standbild von Scharnhorst; Standbild von und zum Stein; Standbild von Bülow; Standbild von Wartenburg; S-Bahnhof; Schloßbrücke; Wilhelmstraße 60; Gartendenkmale siehe: Pariser Platz Unter den Linden 6; 8 | 09096001 – Unter den Linden 41 / Glinkastraße, Appartementhaus und Funktionsgebäude der Komischen Oper, 1963–1966 von Emil Schmidt und Heinz Dübel                                                                         |                                     |
| 09095937 | Unter den Linden 2–23, 24/36, 37–42, 48/56, 51/71, 62/76 Am Festungsgraben 1–2 Am Kupfergraben 4–7, 10 Am Zeughaus 1–2 Bauhofstraße 1–3, 5–6, 10–13 Bebelplatz 2 Behrenstraße 36, 37, 41, 42, 46–48, 51/53, 54–57, 61–70 Charlottenstraße 35–47 Dorotheenstraße 1/11, 12/16, 17, 24/26, 27–28, 33/43, 69, 93 Französische Straße 33D, 34, 38, 39 Friedrichstraße 83–84, 88–89, 153A–157, 164 Georgenstraße 45–48 Glinkastraße 45/51 Hedwigskirchgasse 1,3 Hegelplatz 1 Hinter dem Gießhaus 2–3 Hinter dem Zeughaus 1–2 Hinter der Katholischen Kirche 1–3 Markgrafenstraße 42–43 Mittelstraße 1–9, 26–27, 41–44, 48–55, 62–65 Neustädtische Kirchstraße 3–5 Niederlagstraße 2 Oberwallstraße 1–4 Pariser Platz 1, 7, 8 Platz des 18. März Rosmarinstraße 1–3, 8–10 Schadowstraße 4, 10–13 Universitätsstraße 1–3B, 5–9 Wilhelmstraße 60–65 (Lage) | Dorotheenstadt Gesamtanlage siehe: Bauhofstraße 3–5 Baudenkmale siehe: Am Festungsgraben 1; 2 Am Kupfergraben 5; 6; 6A; 7 Am Zeughaus 12 Bauhofstraße 2 Bebelplatz (Königliche Bibliothek) Behrenstraße (St. Hedwigs-Kathedrale) Behrenstraße 36–39; 46; 54–57 Charlottenstraße 43 Dorotheenstraße 1; 16; 26; 28; 35; 37; 93 Friedrichstraße 153A; 154: 157... Georgenstraße 45 Hegelplatz (Büste Hegel) Hinter der Katholischen Kirche 1–2 Mittelstraße 2–4 Neustädtische Kirchstraße 4–5 Pariser Platz (Brandenburger Tor) Schadowstraße 10–11; 2–3A; 3B Unter den Linden 2; 3; 4; 5; 6; 7; 8; 9; 10; 12; 13; 15; 17; 24; 26; 28/30; 36/38; 40; 55/65; 67, (Standbild Blücher); Denkmal König Friedrich II.; Denkmal Alexander von Humboldt; Denkmal Wilhelm von Humboldt; Standbild Helmholtz (vor Nr. 6); Denkmal Mommsen (vor Nr. 6); Standbild Mitscherlich; Standbild von Gneisenau; Standbild von Scharnhorst; Standbild von und zum Stein; Standbild von Bülow; Standbild von Wartenburg; S-Bahnhof; Schloßbrücke; Wilhelmstraße 60; Gartendenkmale siehe: Pariser Platz Unter den Linden 6; 8 | 09065033 – Wilhelmstraße 64, Verwaltungsgebäude, 1910–1911 von Ernst Scharnke, Umbau um 1975 |                                     |
| 09095937 | Unter den Linden 2–23, 24/36, 37–42, 48/56, 51/71, 62/76 Am Festungsgraben 1–2 Am Kupfergraben 4–7, 10 Am Zeughaus 1–2 Bauhofstraße 1–3, 5–6, 10–13 Bebelplatz 2 Behrenstraße 36, 37, 41, 42, 46–48, 51/53, 54–57, 61–70 Charlottenstraße 35–47 Dorotheenstraße 1/11, 12/16, 17, 24/26, 27–28, 33/43, 69, 93 Französische Straße 33D, 34, 38, 39 Friedrichstraße 83–84, 88–89, 153A–157, 164 Georgenstraße 45–48 Glinkastraße 45/51 Hedwigskirchgasse 1,3 Hegelplatz 1 Hinter dem Gießhaus 2–3 Hinter dem Zeughaus 1–2 Hinter der Katholischen Kirche 1–3 Markgrafenstraße 42–43 Mittelstraße 1–9, 26–27, 41–44, 48–55, 62–65 Neustädtische Kirchstraße 3–5 Niederlagstraße 2 Oberwallstraße 1–4 Pariser Platz 1, 7, 8 Platz des 18. März Rosmarinstraße 1–3, 8–10 Schadowstraße 4, 10–13 Universitätsstraße 1–3B, 5–9 Wilhelmstraße 60–65 (Lage) | Dorotheenstadt Gesamtanlage siehe: Bauhofstraße 3–5 Baudenkmale siehe: Am Festungsgraben 1; 2 Am Kupfergraben 5; 6; 6A; 7 Am Zeughaus 12 Bauhofstraße 2 Bebelplatz (Königliche Bibliothek) Behrenstraße (St. Hedwigs-Kathedrale) Behrenstraße 36–39; 46; 54–57 Charlottenstraße 43 Dorotheenstraße 1; 16; 26; 28; 35; 37; 93 Friedrichstraße 153A; 154: 157... Georgenstraße 45 Hegelplatz (Büste Hegel) Hinter der Katholischen Kirche 1–2 Mittelstraße 2–4 Neustädtische Kirchstraße 4–5 Pariser Platz (Brandenburger Tor) Schadowstraße 10–11; 2–3A; 3B Unter den Linden 2; 3; 4; 5; 6; 7; 8; 9; 10; 12; 13; 15; 17; 24; 26; 28/30; 36/38; 40; 55/65; 67, (Standbild Blücher); Denkmal König Friedrich II.; Denkmal Alexander von Humboldt; Denkmal Wilhelm von Humboldt; Standbild Helmholtz (vor Nr. 6); Denkmal Mommsen (vor Nr. 6); Standbild Mitscherlich; Standbild von Gneisenau; Standbild von Scharnhorst; Standbild von und zum Stein; Standbild von Bülow; Standbild von Wartenburg; S-Bahnhof; Schloßbrücke; Wilhelmstraße 60; Gartendenkmale siehe: Pariser Platz Unter den Linden 6; 8 | Ehemalige Bestandteile des Ensembles: |                                     |
| 09095937 | Unter den Linden 2–23, 24/36, 37–42, 48/56, 51/71, 62/76 Am Festungsgraben 1–2 Am Kupfergraben 4–7, 10 Am Zeughaus 1–2 Bauhofstraße 1–3, 5–6, 10–13 Bebelplatz 2 Behrenstraße 36, 37, 41, 42, 46–48, 51/53, 54–57, 61–70 Charlottenstraße 35–47 Dorotheenstraße 1/11, 12/16, 17, 24/26, 27–28, 33/43, 69, 93 Französische Straße 33D, 34, 38, 39 Friedrichstraße 83–84, 88–89, 153A–157, 164 Georgenstraße 45–48 Glinkastraße 45/51 Hedwigskirchgasse 1,3 Hegelplatz 1 Hinter dem Gießhaus 2–3 Hinter dem Zeughaus 1–2 Hinter der Katholischen Kirche 1–3 Markgrafenstraße 42–43 Mittelstraße 1–9, 26–27, 41–44, 48–55, 62–65 Neustädtische Kirchstraße 3–5 Niederlagstraße 2 Oberwallstraße 1–4 Pariser Platz 1, 7, 8 Platz des 18. März Rosmarinstraße 1–3, 8–10 Schadowstraße 4, 10–13 Universitätsstraße 1–3B, 5–9 Wilhelmstraße 60–65 (Lage) | Dorotheenstadt Gesamtanlage siehe: Bauhofstraße 3–5 Baudenkmale siehe: Am Festungsgraben 1; 2 Am Kupfergraben 5; 6; 6A; 7 Am Zeughaus 12 Bauhofstraße 2 Bebelplatz (Königliche Bibliothek) Behrenstraße (St. Hedwigs-Kathedrale) Behrenstraße 36–39; 46; 54–57 Charlottenstraße 43 Dorotheenstraße 1; 16; 26; 28; 35; 37; 93 Friedrichstraße 153A; 154: 157... Georgenstraße 45 Hegelplatz (Büste Hegel) Hinter der Katholischen Kirche 1–2 Mittelstraße 2–4 Neustädtische Kirchstraße 4–5 Pariser Platz (Brandenburger Tor) Schadowstraße 10–11; 2–3A; 3B Unter den Linden 2; 3; 4; 5; 6; 7; 8; 9; 10; 12; 13; 15; 17; 24; 26; 28/30; 36/38; 40; 55/65; 67, (Standbild Blücher); Denkmal König Friedrich II.; Denkmal Alexander von Humboldt; Denkmal Wilhelm von Humboldt; Standbild Helmholtz (vor Nr. 6); Denkmal Mommsen (vor Nr. 6); Standbild Mitscherlich; Standbild von Gneisenau; Standbild von Scharnhorst; Standbild von und zum Stein; Standbild von Bülow; Standbild von Wartenburg; S-Bahnhof; Schloßbrücke; Wilhelmstraße 60; Gartendenkmale siehe: Pariser Platz Unter den Linden 6; 8 | 09065030 – Dorotheenstraße 85/91 / Schadowstraße 4–9, Botschaftsgebäude, 1973–1974 von Roland Korn, 2015 aberkannt |                                     |
| 09095937 | Unter den Linden 2–23, 24/36, 37–42, 48/56, 51/71, 62/76 Am Festungsgraben 1–2 Am Kupfergraben 4–7, 10 Am Zeughaus 1–2 Bauhofstraße 1–3, 5–6, 10–13 Bebelplatz 2 Behrenstraße 36, 37, 41, 42, 46–48, 51/53, 54–57, 61–70 Charlottenstraße 35–47 Dorotheenstraße 1/11, 12/16, 17, 24/26, 27–28, 33/43, 69, 93 Französische Straße 33D, 34, 38, 39 Friedrichstraße 83–84, 88–89, 153A–157, 164 Georgenstraße 45–48 Glinkastraße 45/51 Hedwigskirchgasse 1,3 Hegelplatz 1 Hinter dem Gießhaus 2–3 Hinter dem Zeughaus 1–2 Hinter der Katholischen Kirche 1–3 Markgrafenstraße 42–43 Mittelstraße 1–9, 26–27, 41–44, 48–55, 62–65 Neustädtische Kirchstraße 3–5 Niederlagstraße 2 Oberwallstraße 1–4 Pariser Platz 1, 7, 8 Platz des 18. März Rosmarinstraße 1–3, 8–10 Schadowstraße 4, 10–13 Universitätsstraße 1–3B, 5–9 Wilhelmstraße 60–65 (Lage) | Dorotheenstadt Gesamtanlage siehe: Bauhofstraße 3–5 Baudenkmale siehe: Am Festungsgraben 1; 2 Am Kupfergraben 5; 6; 6A; 7 Am Zeughaus 12 Bauhofstraße 2 Bebelplatz (Königliche Bibliothek) Behrenstraße (St. Hedwigs-Kathedrale) Behrenstraße 36–39; 46; 54–57 Charlottenstraße 43 Dorotheenstraße 1; 16; 26; 28; 35; 37; 93 Friedrichstraße 153A; 154: 157... Georgenstraße 45 Hegelplatz (Büste Hegel) Hinter der Katholischen Kirche 1–2 Mittelstraße 2–4 Neustädtische Kirchstraße 4–5 Pariser Platz (Brandenburger Tor) Schadowstraße 10–11; 2–3A; 3B Unter den Linden 2; 3; 4; 5; 6; 7; 8; 9; 10; 12; 13; 15; 17; 24; 26; 28/30; 36/38; 40; 55/65; 67, (Standbild Blücher); Denkmal König Friedrich II.; Denkmal Alexander von Humboldt; Denkmal Wilhelm von Humboldt; Standbild Helmholtz (vor Nr. 6); Denkmal Mommsen (vor Nr. 6); Standbild Mitscherlich; Standbild von Gneisenau; Standbild von Scharnhorst; Standbild von und zum Stein; Standbild von Bülow; Standbild von Wartenburg; S-Bahnhof; Schloßbrücke; Wilhelmstraße 60; Gartendenkmale siehe: Pariser Platz Unter den Linden 6; 8 | 09065032 – Dorotheenstraße 97 / Wilhelmstraße 65–66, Botschaftsgebäude, um 1975, 2015 aberkannt |                                     |
| 09095937 | Unter den Linden 2–23, 24/36, 37–42, 48/56, 51/71, 62/76 Am Festungsgraben 1–2 Am Kupfergraben 4–7, 10 Am Zeughaus 1–2 Bauhofstraße 1–3, 5–6, 10–13 Bebelplatz 2 Behrenstraße 36, 37, 41, 42, 46–48, 51/53, 54–57, 61–70 Charlottenstraße 35–47 Dorotheenstraße 1/11, 12/16, 17, 24/26, 27–28, 33/43, 69, 93 Französische Straße 33D, 34, 38, 39 Friedrichstraße 83–84, 88–89, 153A–157, 164 Georgenstraße 45–48 Glinkastraße 45/51 Hedwigskirchgasse 1,3 Hegelplatz 1 Hinter dem Gießhaus 2–3 Hinter dem Zeughaus 1–2 Hinter der Katholischen Kirche 1–3 Markgrafenstraße 42–43 Mittelstraße 1–9, 26–27, 41–44, 48–55, 62–65 Neustädtische Kirchstraße 3–5 Niederlagstraße 2 Oberwallstraße 1–4 Pariser Platz 1, 7, 8 Platz des 18. März Rosmarinstraße 1–3, 8–10 Schadowstraße 4, 10–13 Universitätsstraße 1–3B, 5–9 Wilhelmstraße 60–65 (Lage) | Dorotheenstadt Gesamtanlage siehe: Bauhofstraße 3–5 Baudenkmale siehe: Am Festungsgraben 1; 2 Am Kupfergraben 5; 6; 6A; 7 Am Zeughaus 12 Bauhofstraße 2 Bebelplatz (Königliche Bibliothek) Behrenstraße (St. Hedwigs-Kathedrale) Behrenstraße 36–39; 46; 54–57 Charlottenstraße 43 Dorotheenstraße 1; 16; 26; 28; 35; 37; 93 Friedrichstraße 153A; 154: 157... Georgenstraße 45 Hegelplatz (Büste Hegel) Hinter der Katholischen Kirche 1–2 Mittelstraße 2–4 Neustädtische Kirchstraße 4–5 Pariser Platz (Brandenburger Tor) Schadowstraße 10–11; 2–3A; 3B Unter den Linden 2; 3; 4; 5; 6; 7; 8; 9; 10; 12; 13; 15; 17; 24; 26; 28/30; 36/38; 40; 55/65; 67, (Standbild Blücher); Denkmal König Friedrich II.; Denkmal Alexander von Humboldt; Denkmal Wilhelm von Humboldt; Standbild Helmholtz (vor Nr. 6); Denkmal Mommsen (vor Nr. 6); Standbild Mitscherlich; Standbild von Gneisenau; Standbild von Scharnhorst; Standbild von und zum Stein; Standbild von Bülow; Standbild von Wartenburg; S-Bahnhof; Schloßbrücke; Wilhelmstraße 60; Gartendenkmale siehe: Pariser Platz Unter den Linden 6; 8 | 09095938 – Unter den Linden 14 / Friedrichstraße, Hotel Unter den Linden, 1964–1966 von Heinz Scharlipp, Umbau 1991, 2006 abgerissen                                                                                       |                                     |
| 09095937 | Unter den Linden 2–23, 24/36, 37–42, 48/56, 51/71, 62/76 Am Festungsgraben 1–2 Am Kupfergraben 4–7, 10 Am Zeughaus 1–2 Bauhofstraße 1–3, 5–6, 10–13 Bebelplatz 2 Behrenstraße 36, 37, 41, 42, 46–48, 51/53, 54–57, 61–70 Charlottenstraße 35–47 Dorotheenstraße 1/11, 12/16, 17, 24/26, 27–28, 33/43, 69, 93 Französische Straße 33D, 34, 38, 39 Friedrichstraße 83–84, 88–89, 153A–157, 164 Georgenstraße 45–48 Glinkastraße 45/51 Hedwigskirchgasse 1,3 Hegelplatz 1 Hinter dem Gießhaus 2–3 Hinter dem Zeughaus 1–2 Hinter der Katholischen Kirche 1–3 Markgrafenstraße 42–43 Mittelstraße 1–9, 26–27, 41–44, 48–55, 62–65 Neustädtische Kirchstraße 3–5 Niederlagstraße 2 Oberwallstraße 1–4 Pariser Platz 1, 7, 8 Platz des 18. März Rosmarinstraße 1–3, 8–10 Schadowstraße 4, 10–13 Universitätsstraße 1–3B, 5–9 Wilhelmstraße 60–65 (Lage) | Dorotheenstadt Gesamtanlage siehe: Bauhofstraße 3–5 Baudenkmale siehe: Am Festungsgraben 1; 2 Am Kupfergraben 5; 6; 6A; 7 Am Zeughaus 12 Bauhofstraße 2 Bebelplatz (Königliche Bibliothek) Behrenstraße (St. Hedwigs-Kathedrale) Behrenstraße 36–39; 46; 54–57 Charlottenstraße 43 Dorotheenstraße 1; 16; 26; 28; 35; 37; 93 Friedrichstraße 153A; 154: 157... Georgenstraße 45 Hegelplatz (Büste Hegel) Hinter der Katholischen Kirche 1–2 Mittelstraße 2–4 Neustädtische Kirchstraße 4–5 Pariser Platz (Brandenburger Tor) Schadowstraße 10–11; 2–3A; 3B Unter den Linden 2; 3; 4; 5; 6; 7; 8; 9; 10; 12; 13; 15; 17; 24; 26; 28/30; 36/38; 40; 55/65; 67, (Standbild Blücher); Denkmal König Friedrich II.; Denkmal Alexander von Humboldt; Denkmal Wilhelm von Humboldt; Standbild Helmholtz (vor Nr. 6); Denkmal Mommsen (vor Nr. 6); Standbild Mitscherlich; Standbild von Gneisenau; Standbild von Scharnhorst; Standbild von und zum Stein; Standbild von Bülow; Standbild von Wartenburg; S-Bahnhof; Schloßbrücke; Wilhelmstraße 60; Gartendenkmale siehe: Pariser Platz Unter den Linden 6; 8 | 09096000 – Unter den Linden 39, Appartementhaus, 1963–1966 von Emil Schmidt und Heinz Dübel, Umbau um 1985, 2015 aberkannt                                                                                                 |                                     |
| 09095937 | Unter den Linden 2–23, 24/36, 37–42, 48/56, 51/71, 62/76 Am Festungsgraben 1–2 Am Kupfergraben 4–7, 10 Am Zeughaus 1–2 Bauhofstraße 1–3, 5–6, 10–13 Bebelplatz 2 Behrenstraße 36, 37, 41, 42, 46–48, 51/53, 54–57, 61–70 Charlottenstraße 35–47 Dorotheenstraße 1/11, 12/16, 17, 24/26, 27–28, 33/43, 69, 93 Französische Straße 33D, 34, 38, 39 Friedrichstraße 83–84, 88–89, 153A–157, 164 Georgenstraße 45–48 Glinkastraße 45/51 Hedwigskirchgasse 1,3 Hegelplatz 1 Hinter dem Gießhaus 2–3 Hinter dem Zeughaus 1–2 Hinter der Katholischen Kirche 1–3 Markgrafenstraße 42–43 Mittelstraße 1–9, 26–27, 41–44, 48–55, 62–65 Neustädtische Kirchstraße 3–5 Niederlagstraße 2 Oberwallstraße 1–4 Pariser Platz 1, 7, 8 Platz des 18. März Rosmarinstraße 1–3, 8–10 Schadowstraße 4, 10–13 Universitätsstraße 1–3B, 5–9 Wilhelmstraße 60–65 (Lage) | Dorotheenstadt Gesamtanlage siehe: Bauhofstraße 3–5 Baudenkmale siehe: Am Festungsgraben 1; 2 Am Kupfergraben 5; 6; 6A; 7 Am Zeughaus 12 Bauhofstraße 2 Bebelplatz (Königliche Bibliothek) Behrenstraße (St. Hedwigs-Kathedrale) Behrenstraße 36–39; 46; 54–57 Charlottenstraße 43 Dorotheenstraße 1; 16; 26; 28; 35; 37; 93 Friedrichstraße 153A; 154: 157... Georgenstraße 45 Hegelplatz (Büste Hegel) Hinter der Katholischen Kirche 1–2 Mittelstraße 2–4 Neustädtische Kirchstraße 4–5 Pariser Platz (Brandenburger Tor) Schadowstraße 10–11; 2–3A; 3B Unter den Linden 2; 3; 4; 5; 6; 7; 8; 9; 10; 12; 13; 15; 17; 24; 26; 28/30; 36/38; 40; 55/65; 67, (Standbild Blücher); Denkmal König Friedrich II.; Denkmal Alexander von Humboldt; Denkmal Wilhelm von Humboldt; Standbild Helmholtz (vor Nr. 6); Denkmal Mommsen (vor Nr. 6); Standbild Mitscherlich; Standbild von Gneisenau; Standbild von Scharnhorst; Standbild von und zum Stein; Standbild von Bülow; Standbild von Wartenburg; S-Bahnhof; Schloßbrücke; Wilhelmstraße 60; Gartendenkmale siehe: Pariser Platz Unter den Linden 6; 8 | 09095940 – Unter den Linden 48/56 / Mittelstraße / Neustädtische Kirchstraße / Schadowstraße, Ministerium für Außenhandel und Innerdeutschen Handel, Otto-Wels-Haus, 1963–1965 von Emil Leibold, 2015 aberkannt            |                                     |
| 09095937 | Unter den Linden 2–23, 24/36, 37–42, 48/56, 51/71, 62/76 Am Festungsgraben 1–2 Am Kupfergraben 4–7, 10 Am Zeughaus 1–2 Bauhofstraße 1–3, 5–6, 10–13 Bebelplatz 2 Behrenstraße 36, 37, 41, 42, 46–48, 51/53, 54–57, 61–70 Charlottenstraße 35–47 Dorotheenstraße 1/11, 12/16, 17, 24/26, 27–28, 33/43, 69, 93 Französische Straße 33D, 34, 38, 39 Friedrichstraße 83–84, 88–89, 153A–157, 164 Georgenstraße 45–48 Glinkastraße 45/51 Hedwigskirchgasse 1,3 Hegelplatz 1 Hinter dem Gießhaus 2–3 Hinter dem Zeughaus 1–2 Hinter der Katholischen Kirche 1–3 Markgrafenstraße 42–43 Mittelstraße 1–9, 26–27, 41–44, 48–55, 62–65 Neustädtische Kirchstraße 3–5 Niederlagstraße 2 Oberwallstraße 1–4 Pariser Platz 1, 7, 8 Platz des 18. März Rosmarinstraße 1–3, 8–10 Schadowstraße 4, 10–13 Universitätsstraße 1–3B, 5–9 Wilhelmstraße 60–65 (Lage) | Dorotheenstadt Gesamtanlage siehe: Bauhofstraße 3–5 Baudenkmale siehe: Am Festungsgraben 1; 2 Am Kupfergraben 5; 6; 6A; 7 Am Zeughaus 12 Bauhofstraße 2 Bebelplatz (Königliche Bibliothek) Behrenstraße (St. Hedwigs-Kathedrale) Behrenstraße 36–39; 46; 54–57 Charlottenstraße 43 Dorotheenstraße 1; 16; 26; 28; 35; 37; 93 Friedrichstraße 153A; 154: 157... Georgenstraße 45 Hegelplatz (Büste Hegel) Hinter der Katholischen Kirche 1–2 Mittelstraße 2–4 Neustädtische Kirchstraße 4–5 Pariser Platz (Brandenburger Tor) Schadowstraße 10–11; 2–3A; 3B Unter den Linden 2; 3; 4; 5; 6; 7; 8; 9; 10; 12; 13; 15; 17; 24; 26; 28/30; 36/38; 40; 55/65; 67, (Standbild Blücher); Denkmal König Friedrich II.; Denkmal Alexander von Humboldt; Denkmal Wilhelm von Humboldt; Standbild Helmholtz (vor Nr. 6); Denkmal Mommsen (vor Nr. 6); Standbild Mitscherlich; Standbild von Gneisenau; Standbild von Scharnhorst; Standbild von und zum Stein; Standbild von Bülow; Standbild von Wartenburg; S-Bahnhof; Schloßbrücke; Wilhelmstraße 60; Gartendenkmale siehe: Pariser Platz Unter den Linden 6; 8 | Mietshaus, um 1885, 2015 aberkannt |                                     |
| 09095937 | Unter den Linden 2–23, 24/36, 37–42, 48/56, 51/71, 62/76 Am Festungsgraben 1–2 Am Kupfergraben 4–7, 10 Am Zeughaus 1–2 Bauhofstraße 1–3, 5–6, 10–13 Bebelplatz 2 Behrenstraße 36, 37, 41, 42, 46–48, 51/53, 54–57, 61–70 Charlottenstraße 35–47 Dorotheenstraße 1/11, 12/16, 17, 24/26, 27–28, 33/43, 69, 93 Französische Straße 33D, 34, 38, 39 Friedrichstraße 83–84, 88–89, 153A–157, 164 Georgenstraße 45–48 Glinkastraße 45/51 Hedwigskirchgasse 1,3 Hegelplatz 1 Hinter dem Gießhaus 2–3 Hinter dem Zeughaus 1–2 Hinter der Katholischen Kirche 1–3 Markgrafenstraße 42–43 Mittelstraße 1–9, 26–27, 41–44, 48–55, 62–65 Neustädtische Kirchstraße 3–5 Niederlagstraße 2 Oberwallstraße 1–4 Pariser Platz 1, 7, 8 Platz des 18. März Rosmarinstraße 1–3, 8–10 Schadowstraße 4, 10–13 Universitätsstraße 1–3B, 5–9 Wilhelmstraße 60–65 (Lage) | Dorotheenstadt Gesamtanlage siehe: Bauhofstraße 3–5 Baudenkmale siehe: Am Festungsgraben 1; 2 Am Kupfergraben 5; 6; 6A; 7 Am Zeughaus 12 Bauhofstraße 2 Bebelplatz (Königliche Bibliothek) Behrenstraße (St. Hedwigs-Kathedrale) Behrenstraße 36–39; 46; 54–57 Charlottenstraße 43 Dorotheenstraße 1; 16; 26; 28; 35; 37; 93 Friedrichstraße 153A; 154: 157... Georgenstraße 45 Hegelplatz (Büste Hegel) Hinter der Katholischen Kirche 1–2 Mittelstraße 2–4 Neustädtische Kirchstraße 4–5 Pariser Platz (Brandenburger Tor) Schadowstraße 10–11; 2–3A; 3B Unter den Linden 2; 3; 4; 5; 6; 7; 8; 9; 10; 12; 13; 15; 17; 24; 26; 28/30; 36/38; 40; 55/65; 67, (Standbild Blücher); Denkmal König Friedrich II.; Denkmal Alexander von Humboldt; Denkmal Wilhelm von Humboldt; Standbild Helmholtz (vor Nr. 6); Denkmal Mommsen (vor Nr. 6); Standbild Mitscherlich; Standbild von Gneisenau; Standbild von Scharnhorst; Standbild von und zum Stein; Standbild von Bülow; Standbild von Wartenburg; S-Bahnhof; Schloßbrücke; Wilhelmstraße 60; Gartendenkmale siehe: Pariser Platz Unter den Linden 6; 8 | 09095941 – Unter den Linden 62/68 / Schadowstraße, Bürogebäude „Wiratex“, 1962–1964 von Peter Senf, 2022 aberkannt |                                     |
| 09095937 | Unter den Linden 2–23, 24/36, 37–42, 48/56, 51/71, 62/76 Am Festungsgraben 1–2 Am Kupfergraben 4–7, 10 Am Zeughaus 1–2 Bauhofstraße 1–3, 5–6, 10–13 Bebelplatz 2 Behrenstraße 36, 37, 41, 42, 46–48, 51/53, 54–57, 61–70 Charlottenstraße 35–47 Dorotheenstraße 1/11, 12/16, 17, 24/26, 27–28, 33/43, 69, 93 Französische Straße 33D, 34, 38, 39 Friedrichstraße 83–84, 88–89, 153A–157, 164 Georgenstraße 45–48 Glinkastraße 45/51 Hedwigskirchgasse 1,3 Hegelplatz 1 Hinter dem Gießhaus 2–3 Hinter dem Zeughaus 1–2 Hinter der Katholischen Kirche 1–3 Markgrafenstraße 42–43 Mittelstraße 1–9, 26–27, 41–44, 48–55, 62–65 Neustädtische Kirchstraße 3–5 Niederlagstraße 2 Oberwallstraße 1–4 Pariser Platz 1, 7, 8 Platz des 18. März Rosmarinstraße 1–3, 8–10 Schadowstraße 4, 10–13 Universitätsstraße 1–3B, 5–9 Wilhelmstraße 60–65 (Lage) | Dorotheenstadt Gesamtanlage siehe: Bauhofstraße 3–5 Baudenkmale siehe: Am Festungsgraben 1; 2 Am Kupfergraben 5; 6; 6A; 7 Am Zeughaus 12 Bauhofstraße 2 Bebelplatz (Königliche Bibliothek) Behrenstraße (St. Hedwigs-Kathedrale) Behrenstraße 36–39; 46; 54–57 Charlottenstraße 43 Dorotheenstraße 1; 16; 26; 28; 35; 37; 93 Friedrichstraße 153A; 154: 157... Georgenstraße 45 Hegelplatz (Büste Hegel) Hinter der Katholischen Kirche 1–2 Mittelstraße 2–4 Neustädtische Kirchstraße 4–5 Pariser Platz (Brandenburger Tor) Schadowstraße 10–11; 2–3A; 3B Unter den Linden 2; 3; 4; 5; 6; 7; 8; 9; 10; 12; 13; 15; 17; 24; 26; 28/30; 36/38; 40; 55/65; 67, (Standbild Blücher); Denkmal König Friedrich II.; Denkmal Alexander von Humboldt; Denkmal Wilhelm von Humboldt; Standbild Helmholtz (vor Nr. 6); Denkmal Mommsen (vor Nr. 6); Standbild Mitscherlich; Standbild von Gneisenau; Standbild von Scharnhorst; Standbild von und zum Stein; Standbild von Bülow; Standbild von Wartenburg; S-Bahnhof; Schloßbrücke; Wilhelmstraße 60; Gartendenkmale siehe: Pariser Platz Unter den Linden 6; 8 | 09095942 – Unter den Linden 70/72, Polnische Botschaft, 1963–1964 vom Kollektiv Emil Leybold und Christian Seyfarth, 2015 abgerissen für Neubau                                                                            |                                     |
| 09095937 | Unter den Linden 2–23, 24/36, 37–42, 48/56, 51/71, 62/76 Am Festungsgraben 1–2 Am Kupfergraben 4–7, 10 Am Zeughaus 1–2 Bauhofstraße 1–3, 5–6, 10–13 Bebelplatz 2 Behrenstraße 36, 37, 41, 42, 46–48, 51/53, 54–57, 61–70 Charlottenstraße 35–47 Dorotheenstraße 1/11, 12/16, 17, 24/26, 27–28, 33/43, 69, 93 Französische Straße 33D, 34, 38, 39 Friedrichstraße 83–84, 88–89, 153A–157, 164 Georgenstraße 45–48 Glinkastraße 45/51 Hedwigskirchgasse 1,3 Hegelplatz 1 Hinter dem Gießhaus 2–3 Hinter dem Zeughaus 1–2 Hinter der Katholischen Kirche 1–3 Markgrafenstraße 42–43 Mittelstraße 1–9, 26–27, 41–44, 48–55, 62–65 Neustädtische Kirchstraße 3–5 Niederlagstraße 2 Oberwallstraße 1–4 Pariser Platz 1, 7, 8 Platz des 18. März Rosmarinstraße 1–3, 8–10 Schadowstraße 4, 10–13 Universitätsstraße 1–3B, 5–9 Wilhelmstraße 60–65 (Lage) | Dorotheenstadt Gesamtanlage siehe: Bauhofstraße 3–5 Baudenkmale siehe: Am Festungsgraben 1; 2 Am Kupfergraben 5; 6; 6A; 7 Am Zeughaus 12 Bauhofstraße 2 Bebelplatz (Königliche Bibliothek) Behrenstraße (St. Hedwigs-Kathedrale) Behrenstraße 36–39; 46; 54–57 Charlottenstraße 43 Dorotheenstraße 1; 16; 26; 28; 35; 37; 93 Friedrichstraße 153A; 154: 157... Georgenstraße 45 Hegelplatz (Büste Hegel) Hinter der Katholischen Kirche 1–2 Mittelstraße 2–4 Neustädtische Kirchstraße 4–5 Pariser Platz (Brandenburger Tor) Schadowstraße 10–11; 2–3A; 3B Unter den Linden 2; 3; 4; 5; 6; 7; 8; 9; 10; 12; 13; 15; 17; 24; 26; 28/30; 36/38; 40; 55/65; 67, (Standbild Blücher); Denkmal König Friedrich II.; Denkmal Alexander von Humboldt; Denkmal Wilhelm von Humboldt; Standbild Helmholtz (vor Nr. 6); Denkmal Mommsen (vor Nr. 6); Standbild Mitscherlich; Standbild von Gneisenau; Standbild von Scharnhorst; Standbild von und zum Stein; Standbild von Bülow; Standbild von Wartenburg; S-Bahnhof; Schloßbrücke; Wilhelmstraße 60; Gartendenkmale siehe: Pariser Platz Unter den Linden 6; 8 | 09020038 – Mittelstraße 44, Mietshaus, 1864–1865, Umbau um 1960, während Teilabrisses von Zollernhof 1996 stark beschädigt und 2000 abgerissen (rechts im Bild)                                                            |                                     |
| 09095937 | Unter den Linden 2–23, 24/36, 37–42, 48/56, 51/71, 62/76 Am Festungsgraben 1–2 Am Kupfergraben 4–7, 10 Am Zeughaus 1–2 Bauhofstraße 1–3, 5–6, 10–13 Bebelplatz 2 Behrenstraße 36, 37, 41, 42, 46–48, 51/53, 54–57, 61–70 Charlottenstraße 35–47 Dorotheenstraße 1/11, 12/16, 17, 24/26, 27–28, 33/43, 69, 93 Französische Straße 33D, 34, 38, 39 Friedrichstraße 83–84, 88–89, 153A–157, 164 Georgenstraße 45–48 Glinkastraße 45/51 Hedwigskirchgasse 1,3 Hegelplatz 1 Hinter dem Gießhaus 2–3 Hinter dem Zeughaus 1–2 Hinter der Katholischen Kirche 1–3 Markgrafenstraße 42–43 Mittelstraße 1–9, 26–27, 41–44, 48–55, 62–65 Neustädtische Kirchstraße 3–5 Niederlagstraße 2 Oberwallstraße 1–4 Pariser Platz 1, 7, 8 Platz des 18. März Rosmarinstraße 1–3, 8–10 Schadowstraße 4, 10–13 Universitätsstraße 1–3B, 5–9 Wilhelmstraße 60–65 (Lage) | Dorotheenstadt Gesamtanlage siehe: Bauhofstraße 3–5 Baudenkmale siehe: Am Festungsgraben 1; 2 Am Kupfergraben 5; 6; 6A; 7 Am Zeughaus 12 Bauhofstraße 2 Bebelplatz (Königliche Bibliothek) Behrenstraße (St. Hedwigs-Kathedrale) Behrenstraße 36–39; 46; 54–57 Charlottenstraße 43 Dorotheenstraße 1; 16; 26; 28; 35; 37; 93 Friedrichstraße 153A; 154: 157... Georgenstraße 45 Hegelplatz (Büste Hegel) Hinter der Katholischen Kirche 1–2 Mittelstraße 2–4 Neustädtische Kirchstraße 4–5 Pariser Platz (Brandenburger Tor) Schadowstraße 10–11; 2–3A; 3B Unter den Linden 2; 3; 4; 5; 6; 7; 8; 9; 10; 12; 13; 15; 17; 24; 26; 28/30; 36/38; 40; 55/65; 67, (Standbild Blücher); Denkmal König Friedrich II.; Denkmal Alexander von Humboldt; Denkmal Wilhelm von Humboldt; Standbild Helmholtz (vor Nr. 6); Denkmal Mommsen (vor Nr. 6); Standbild Mitscherlich; Standbild von Gneisenau; Standbild von Scharnhorst; Standbild von und zum Stein; Standbild von Bülow; Standbild von Wartenburg; S-Bahnhof; Schloßbrücke; Wilhelmstraße 60; Gartendenkmale siehe: Pariser Platz Unter den Linden 6; 8 | 09020040 – Mittelstraße 50, Mietshaus, 1863, Umbau um 1960, Abriss 2001, durch Neubau ersetzt, siehe Bild oben |                                     |

## Denkmalbereiche (Gesamtanlagen)
| Nr.      | Lage                                                                                      | Offizielle Bezeichnung                                                                                      | Beschreibung | Bild                                |
| -------- | ----------------------------------------------------------------------------------------- | --- | --- | ----------------------------------- |
| 09080410 | Bauhofstraße 3–5 (Lage)                                                                   | Hofbeamtenhäuser Bestandteil des Ensembles: Dorotheenstadt                                                  | 1865 |                                     |
| 09080416 | Dorotheenstraße 94/96, Bunsenstraße 1 Reichstagufer 7 Wilhelmstraße 67 (Lage)             | Naturwissenschaftliche und medizinische Institute der Königlichen Universität Berlin                        | 1873–1883 von Paul Spieker, Karl Zastrau, Moritz Hellwig und Friedrich Kleinwächter; Erweiterung 1907–1908 von Georg Thür                              |                                     |
| 09080416 | Dorotheenstraße 94/96, Bunsenstraße 1 Reichstagufer 7 Wilhelmstraße 67 (Lage)             | Naturwissenschaftliche und medizinische Institute der Königlichen Universität Berlin                        | Robert-Koch-Gedenkstätte |                                     |
| 09080415 | Friedrichstraße 98, 142 Dorothea-Schlegel-Platz Reichstagufer (Lage)                      | S- und U-Bahnhof Friedrichstraße                                                                            | 1878–1882 von Johannes Vollmer (siehe Gesamtanlage Stadtbahntrasse...)                                                                                 | S-Bahnhof Friedrichstraße           |
| 09080415 | Friedrichstraße 98, 142 Dorothea-Schlegel-Platz Reichstagufer (Lage)                      | S- und U-Bahnhof Friedrichstraße                                                                            | Erweiterung und Neubau der Halle, 1919–1925 von Carl Theodor Brodführer                                                                                | S-Bahnhof Friedrichstraße           |
| 09080415 | Friedrichstraße 98, 142 Dorothea-Schlegel-Platz Reichstagufer (Lage)                      | S- und U-Bahnhof Friedrichstraße                                                                            | U-Bahnhof, 1915–1923 von Heinrich Jennen und Alfred Grenander                                                                                          | U-Bahnhof Friedrichstraße           |
| 09080415 | Friedrichstraße 98, 142 Dorothea-Schlegel-Platz Reichstagufer (Lage)                      | S- und U-Bahnhof Friedrichstraße                                                                            | Untergrundbahnhof der Nord-Süd-Bahn, 1934–1936 von Fritz Hane                                                                                          | Untergrundbahnhof der Nord-Süd-Bahn |
| 09075018 | Geschwister-Scholl-Straße 2/8, 7 Am Kupfergraben Am Weidendamm 2–3 Planckstraße 30 (Lage) | Kaserne des Kaiser-Alexander-Garde-Grenadier-Regiments Bestandteil des Ensembles: Geschwister-Scholl-Straße | 1898–1902 von Wieczorek und Julius Boethke unter Verwendung von Resten der Artilleriekaserne um 1800 (siehe Ensemble Geschwister-Scholl-Straße 2/8...) |                                     |

## Baudenkmale
| Nr.      | Lage                                                                                              | Offizielle Bezeichnung | Beschreibung | Bild                                                               |
| -------- | ------------------------------------------------------------------------------------------------- | --- | --- | ------------------------------------------------------------------ |
| 09030078 | Am Festungsgraben 1 Hinter dem Gießhaus 2 (Lage)                                                  | Palais Donner, Preußisches Finanzministerium Bestandteil des Ensembles: Dorotheenstadt                                    | 1751–1753 von Christian Friedrich Feldmann, Umbau 1861–1863 von Hermann von der Hude und Heinrich Bürde |                                                                    |
| 09030078 | Am Festungsgraben 1 Hinter dem Gießhaus 2 (Lage)                                                  | Palais Donner, Preußisches Finanzministerium Bestandteil des Ensembles: Dorotheenstadt                                    | Erweiterung 1869–1872 von Wilhelm Neumann |                                                                    |
| 09030078 | Am Festungsgraben 1 Hinter dem Gießhaus 2 (Lage)                                                  | Palais Donner, Preußisches Finanzministerium Bestandteil des Ensembles: Dorotheenstadt                                    | Gartenanlage |                                                                    |
| 09030077 | Am Festungsgraben 2 Dorotheenstraße 9/11 (Lage)                                                   | Singakademie, Maxim-Gorki-Theater Bestandteil des Ensembles: Dorotheenstadt                                               | 1825–1827 von Carl Theodor Ottmer, Wiederaufbau 1946–1947 von Johannes Rey und Fritz Bornemann |                                                                    |
| 09030077 | Am Festungsgraben 2 Dorotheenstraße 9/11 (Lage)                                                   | Singakademie, Maxim-Gorki-Theater Bestandteil des Ensembles: Dorotheenstadt                                               | Vorplatz |                                                                    |
| 09080405 | Am Kupfergraben 5 (Lage)                                                                          | Mietshaus mit Gartenhof Bestandteil des Ensembles: Dorotheenstadt                                                         | 1828–1829, Aufstockung 1868 |                                                                    |
| 09080405 | Am Kupfergraben 5 (Lage)                                                                          | Mietshaus mit Gartenhof Bestandteil des Ensembles: Dorotheenstadt                                                         | Gartenhof |                                                                    |
| 09080406 | Am Kupfergraben 6 (Lage)                                                                          | Mietshaus Bestandteil des Ensembles: Dorotheenstadt                                                                       | 1832 |                                                                    |
| 09080407 | Am Kupfergraben 6A Bauhofstraße 1 (Lage)                                                          | Mietshaus Bestandteil des Ensembles: Dorotheenstadt                                                                       | 1828–1833, Aufstockung, 1856 |                                                                    |
| 09080408 | Am Kupfergraben 7 Bauhofstraße 13 (Lage)                                                          | Magnushaus Bestandteil des Ensembles: Dorotheenstadt                                                                      | 1756 von Georg Friedrich Boumann und August Gotthilf Naumann |                                                                    |
| 09080408 | Am Kupfergraben 7 Bauhofstraße 13 (Lage)                                                          | Magnushaus Bestandteil des Ensembles: Dorotheenstadt                                                                      | Hof und ehemaliger Stall |                                                                    |
| 09030079 | Am Zeughaus 1–2 Hinter dem Gießhaus Hinter dem Zeughaus 2 Lage                                    | Preußische Central-Genossenschafts-Kasse Bestandteil des Ensembles: Dorotheenstadt                                        | 1898–1899 von H. Roesener |                                                                    |
| 09030079 | Am Zeughaus 1–2 Hinter dem Gießhaus Hinter dem Zeughaus 2 Lage                                    | Preußische Central-Genossenschafts-Kasse Bestandteil des Ensembles: Dorotheenstadt                                        | Erweiterungsbau 1905–1906 (Am Zeughaus 1) |                                                                    |
| 09080409 | Bauhofstraße 2 (Lage)                                                                             | Mietshaus Bestandteil des Ensembles: Dorotheenstadt                                                                       | 1829, Umbau 1876 |                                                                    |
| 09065002 | Bebelplatz Behrenstraße 40 (Lage)                                                                 | Königliche Bibliothek Bestandteil des Ensembles: Dorotheenstadt                                                           | 1775–1780 von Georg Friedrich Boumann nach Plänen von Georg Christian Unger, Wiederaufbau (Innenausbau neu) 1963–1969 von Werner Kötteritzsch |                                                                    |
| 09065001 | Behrenstraße Hedwigskirchgasse Hinter der Katholischen Kirche (Lage)                              | Kath. St.-Hedwigs-Kathedrale Bestandteil des Ensembles: Dorotheenstadt                                                    | 1747–1773 von Johann Boumann d. Ä. nach Plänen von Georg Wenzeslaus von Knobelsdorff, Umbau 1886–1887 von Max Hasak, Wiederaufbau 1952–1963 von Hans Schwippert |                                                                    |
| 09065001 | Behrenstraße Hedwigskirchgasse Hinter der Katholischen Kirche (Lage)                              | Kath. St.-Hedwigs-Kathedrale Bestandteil des Ensembles: Dorotheenstadt                                                    | Innenansicht |                                                                    |
| 09080270 | Behrenstraße 36–37 Französische Straße 38 Hedwigskirchgasse 1 (Lage)                              | Dresdner Bank Bestandteil des Ensembles: Dorotheenstadt                                                                   | 1887–1923, Wiederaufbau 1952 | Fassade Französische Straße                                        |
| 09080271 | Behrenstraße 46 Charlottenstraße 47 Rosmarinstraße 10 (Lage)                                      | Berliner Bank Bestandteil des Ensembles: Dorotheenstadt                                                                   | 1900–1901 von Wilhelm Martens, Aufstockung 1920 |                                                                    |
| 09065009 | Behrenstraße 54–57 (Lage)                                                                         | Theater Unter den Linden, Metropoltheater, Komische Oper Bestandteil des Ensembles: Dorotheenstadt                        | 1891–1892 von Fellner & Helmer, Umbau 1928 von Alfred Grenander, Erhaltung von Zuschauerraum und Haupttreppe | Innenraum mit Bühne                                                |
| 09065009 | Behrenstraße 54–57 (Lage)                                                                         | Theater Unter den Linden, Metropoltheater, Komische Oper Bestandteil des Ensembles: Dorotheenstadt                        | Neubau, 1966–1967 von Kunz Nierade | Außenansicht                                                       |
| 09055002 | Charlottenstraße 43 Mittelstraße 1 (Lage)                                                         | Verein Deutscher Ingenieure Bestandteil des Ensembles: Dorotheenstadt                                                     | 1896–1897 von Reimer & Körte |                                                                    |
| 09030080 | Dorotheenstraße 1 Am Kupfergraben (Lage)                                                          | Dienstgebäude für die Verwaltung der direkten Steuer Bestandteil des Ensembles: Dorotheenstadt                            | 1879–1883 von Ludwig Giersberg |                                                                    |
| 09080413 | Dorotheenstraße 16 Bauhofstraße 10–11 Hegelplatz 1 (Lage)                                         | Wohn- und Geschäftshaus Bestandteil des Ensembles: Dorotheenstadt                                                         | 1901 |                                                                    |
| 09080414 | Dorotheenstraße 26 Universitätsstraße 5 (Lage)                                                    | Handelskammer Berlin Bestandteil des Ensembles: Dorotheenstadt                                                            | 1903–1904 von Cremer & Wolffenstein |                                                                    |
| 09080402 | Dorotheenstraße 28 (Lage)                                                                         | Universitätsbibliothek Bestandteil des Ensembles: Dorotheenstadt                                                          | 1871–1874 von Paul Spieker und Karl Zastrau |                                                                    |
| 09055003 | Dorotheenstraße 35 (Lage)                                                                         | Preußische Hypothekenbank Bestandteil des Ensembles: Dorotheenstadt                                                       | um 1895 |                                                                    |
| 09055004 | Dorotheenstraße 37 (Lage)                                                                         | Hotel Splendid Bestandteil des Ensembles: Dorotheenstadt                                                                  | 1904 von Gronau & Graul |                                                                    |
| 09080395 | Dorotheenstraße 62/66 (Lage)                                                                      | Postamt NW 7 | 1905–1906 von Wilhelm Walter (?) |                                                                    |
| 09080395 | Dorotheenstraße 62/66 (Lage)                                                                      | Postamt NW 7 | Umbau der Schalterhalle, 1930 von Willy Hoffmann |                                                                    |
| 09080401 | Dorotheenstraße 84 Reichstagufer 12 (Lage)                                                        | Postscheckamt Bestandteil des Ensembles: Dorotheenstraße                                                                  | Bauteil der Markthalle IV, Umbau zum Presse- und Informationsamt der Bundesregierung und Rekonstruktion der Markthallenfassade, 1996–2000 von KSP Engel und Zimmermann | Fassade der Markthalle IV an der Dorotheenstraße                   |
| 09080401 | Dorotheenstraße 84 Reichstagufer 12 (Lage)                                                        | Postscheckamt Bestandteil des Ensembles: Dorotheenstraße                                                                  | Postscheckamt, 1913–1923 von Alfred Lempp |                                                                    |
| 09080401 | Dorotheenstraße 84 Reichstagufer 12 (Lage)                                                        | Postscheckamt Bestandteil des Ensembles: Dorotheenstraße                                                                  | Schalterhalle |                                                                    |
| 09080401 | Dorotheenstraße 84 Reichstagufer 12 (Lage)                                                        | Postscheckamt Bestandteil des Ensembles: Dorotheenstraße                                                                  | Nördlicher Erweiterungsbau, 1918–1923 von Alfred Lempp entworfen |                                                                    |
| 09080403 | Dorotheenstraße 90 (Lage)                                                                         | Wohn- und Geschäftshaus                                                                                                   | 1895 von Franz Schwechten, Umbau 1935 von Boswau & Knauer |                                                                    |
| 09080403 | Dorotheenstraße 90 (Lage)                                                                         | Wohn- und Geschäftshaus                                                                                                   | Gartenhaus |                                                                    |
| 09065031 | Dorotheenstraße 93 Schadowstraße 12, 13 (Lage)                                                    | Reichsministerium des Innern Bestandteil des Ensembles: Dorotheenstadt                                                    | 1935–1937 von Konrad Nonn |                                                                    |
| 09065036 | Dorotheenstraße 99 (Lage)                                                                         | Haus Sommer | 1854–1857 von Friedrich Adler, Umbau für die Deutsche Hypothekenbank, 1910 von Paul Schröder |                                                                    |
| 09065036 | Dorotheenstraße 99 (Lage)                                                                         | Haus Sommer | Gartenhof, 1910 von Paul Schröder |                                                                    |
| 09065039 | Ebertstraße 27 Dorotheenstraße 115/117 (Lage)                                                     | Verein Deutscher Ingenieure                                                                                               | 1911–1914 von Reimer & Körte |                                                                    |
| 09065047 | Friedrich-Ebert-Platz 2 (Lage)                                                                    | Reichstagspräsidenten-Palais mit Tunnel zum Reichstagsgebäude und mit Garten                                              | Palais, 1899–1904 von Paul Wallot | Gartenfassade am Reichstagsufer                                    |
| 09065047 | Friedrich-Ebert-Platz 2 (Lage)                                                                    | Reichstagspräsidenten-Palais mit Tunnel zum Reichstagsgebäude und mit Garten                                              | Wohnhaus, 1899–1904 von Paul Wallot |                                                                    |
| 09065047 | Friedrich-Ebert-Platz 2 (Lage)                                                                    | Reichstagspräsidenten-Palais mit Tunnel zum Reichstagsgebäude und mit Garten                                              | Garten |                                                                    |
| 09065047 | Friedrich-Ebert-Platz 2 (Lage)                                                                    | Reichstagspräsidenten-Palais mit Tunnel zum Reichstagsgebäude und mit Garten                                              | Unterirdischer Tunnel zum Reichstag |                                                                    |
| 09065048 | Friedrichstraße 101–102 Planckstraße 21/23 (Lage)                                                 | Admirals-Palast | Front Friedrichstraße, 1910–1911 von Heinrich Schweitzer |                                                                    |
| 09065048 | Friedrichstraße 101–102 Planckstraße 21/23 (Lage)                                                 | Admirals-Palast | Front Planckstraße, |                                                                    |
| 09065048 | Friedrichstraße 101–102 Planckstraße 21/23 (Lage)                                                 | Admirals-Palast | Ehemalige Eisbahn und Bäder, Umbau zum Theater 1922 von Kaufmann & Wolffenstein; Umbau, 1939–1940 von Paul Baumgarten d. Ä. |                                                                    |
| 09095981 | Friedrichstraße 153A Mittelstraße 56 (Lage)                                                       | Polnische Apotheke Bestandteil des Ensembles: Dorotheenstadt                                                              | 1898–1900 von Alfred Breslauer |                                                                    |
| 09095982 | Friedrichstraße 154 Mittelstraße 55 (Lage)                                                        | Preußische Central-Boden-Credit AG Bestandteil des Ensembles: Dorotheenstadt                                              | 1912–1914 von Gronau & Graul |                                                                    |
| 09040297 | Friedrichstraße 157, 164 Unter den Linden 37 (Lage)                                               | Grand-Hotel Bestandteil des Ensembles: Dorotheenstadt                                                                     | Hotelneubau, 1985–1988 von Takeshi Inoue, Seiji Kusakabe, Kazuo Yamane, Kajima Corporation und Ingenieurhochbau Berlin, Wohnungsbaukombinat Karl-Marx-Stadt |                                                                    |
| 09040297 | Friedrichstraße 157, 164 Unter den Linden 37 (Lage)                                               | Grand-Hotel Bestandteil des Ensembles: Dorotheenstadt                                                                     | ehemaliges Appartementhaus, bis 2015 Ensembleteil 09096000 |                                                                    |
| 09040297 | Friedrichstraße 157, 164 Unter den Linden 37 (Lage)                                               | Grand-Hotel Bestandteil des Ensembles: Dorotheenstadt                                                                     | Dachgarten im Blockinnenbereich |                                                                    |
| 09080411 | Georgenstraße 45 (Lage)                                                                           | Hofbeamtenhaus Bestandteil des Ensembles: Dorotheenstadt                                                                  | 1867, Umbau 1882 |                                                                    |
| 09065044 | Geschwister-Scholl-Straße 5 (Lage)                                                                | Hofbeamtenhaus Bestandteil des Ensembles: Geschwister-Scholl-Straße                                                       | 1903 |                                                                    |
| 09060123 | Hegelplatz Dorotheenstraße (Lage)                                                                 | Büste Georg Wilhelm Hegel Bestandteil des Ensembles: Dorotheenstadt                                                       | 1872 von Gustav Bläser |                                                                    |
| 09095944 | Hinter der Katholischen Kirche 1–2 Bebelplatz Französische Straße 33D–E Oberwallstraße 3–4 (Lage) | Verwaltungs- und Magazingebäude der Staatsoper Bestandteil des Ensembles: Dorotheenstadt                                  | 1952–1955 von Richard Paulick |                                                                    |
| 09095944 | Hinter der Katholischen Kirche 1–2 Bebelplatz Französische Straße 33D–E Oberwallstraße 3–4 (Lage) | Denkmalverlust: Magazingebäude der Staatsoper                                                                             | Im Zuge der Renovierung der Staatsoper wurde der Mittelteil der Magazine 2011 abgerissen, um neuen Proberäumen Platz zu schaffen, eingelagerte Fassaden sollen jedoch wieder angebracht werden |                                                                    |
| 09055007 | Mittelstraße 2–4 (Lage)                                                                           | Geschäftshaus Bestandteil des Ensembles: Dorotheenstadt                                                                   | um 1905, Umbau 1926 von Oskar Müller |                                                                    |
| 09020042 | Neustädtische Kirchstraße 4–5 Dorotheenstraße 69 Mittelstraße 26–27 (Lage)                        | Warenhaus für Armee und Marine Bestandteil des Ensembles: Dorotheenstadt                                                  | 1886–1887 von Hude & Hennicke |                                                                    |
| 09065019 | Pariser Platz (Lage)                                                                              | Brandenburger Tor Bestandteil des Ensembles: Dorotheenstadt                                                               | 1789–1791 von Carl Gotthard Langhans mit Bildhauerarbeiten von Gottfried Schadow, Umbau 1867–1868 von Heinrich Strack, Wiederaufbau und Ergänzung 1956–1958 |                                                                    |
| 09065020 | Pariser Platz 4 (Lage)                                                                            | Preußische Akademie der Künste, Atelier- und Ausstellungsflügel (Palais Arnim)                                            | 1905–1906 von Ernst von Ihne; 1937–1945 Generalbauinspektion |                                                                    |
| 09065020 | Pariser Platz 4 (Lage)                                                                            | Preußische Akademie der Künste, Atelier- und Ausstellungsflügel (Palais Arnim)                                            | Wandmalereien „Fasching“ im Heizungskeller, 1957–1958 von E. Schröder, H. Zickelbein, M. Böttcher, W. Förster, D. Goltzsche, H. Metzkes und W. Stötzer |                                                                    |
| 09055009 | Planckstraße 13 (Lage)                                                                            | Gleichrichterschaltwerk Friedrichstraße                                                                                   | 1927–1928 von Richard Brademann |                                                                    |
| 09065045 | Planckstraße 20/22 (Lage)                                                                         | Hofbeamtenhaus (Quäkerbüro) Bestandteil des Ensembles: Geschwister-Scholl-Straße                                          | 1914–1915 von Erich Schonert |                                                                    |
| 09065045 | Planckstraße 20/22 (Lage)                                                                         | Hofbeamtenhaus (Quäkerbüro) Bestandteil des Ensembles: Geschwister-Scholl-Straße                                          | Reliefs der Schlüterwerkstatt im Hof, um 1700 |                                                                    |
| 09065041 | Reichstagufer 17 (Lage)                                                                           | Tränenpalast (ehem. Grenzabfertigungshalle)                                                                               | 1961–1962 vom Entwurfs- und Vermessungsbüro der Deutschen Reichsbahn, Umbau 1974 | Tränenpalast, 2004                                                 |
| 09065050 | Schadowstraße 10–11 (Lage)                                                                        | Schadowhaus Bestandteil des Ensembles: Dorotheenstadt                                                                     | 1804–1805, Aufstockung 1850–1853 |                                                                    |
| 09065050 | Schadowstraße 10–11 (Lage)                                                                        | Schadowhaus Bestandteil des Ensembles: Dorotheenstadt                                                                     | Bibliothek (Hofgebäude), 1900–1902 von Kern |                                                                    |
| 09020044 | Universitätsstraße 2–3A Georgenstraße 39 (Lage)                                                   | Handelshaus Hermes Bestandteil des Ensembles: Dorotheenstadt                                                              | 1913–1914 von Johann Emil Schaudt |                                                                    |
| 09080418 | Universitätsstraße 3B Georgenstraße 37–38 (Lage)                                                  | Bürogebäude Bestandteil des Ensembles: Dorotheenstadt                                                                     | 1903–1904 von Otto Richter und Erich Blunck |                                                                    |
| 09020316 | Unter den Linden (Lage)                                                                           | S-Bahnhof Unter den Linden Bestandteil des Ensembles: Dorotheenstadt                                                      | 1935–1936 von Richard Brademann | S-Bahnhof Unter den Linden                                         |
| 09030067 | Unter den Linden Schloßplatz (Lage)                                                               | Schloßbrücke Bestandteil des Ensembles: Dorotheenstadt                                                                    | 1821–1824 von Karl Friedrich Schinkel, Wiederherstellung 1950; Figurengruppe 1842–1857 von Gustav Blaeser, Friedrich Drake, Karl Heinrich Möller, Hermann Schievelbein, Albert Wolff, Emil Wolff, Ludwig Wichmann, August Wredow, nach Demontage 1943, 1983–1984 Neuaufstellung (siehe auch Gesamtanlage Wasserstraßen um die Spreeinsel) | Schloßbrücke                                                       |
| 09060126 | Unter den Linden Kastanienwäldchen (Lage)                                                         | Standbild Eilhard Mitscherlich Bestandteil des Ensembles: Dorotheenstadt                                                  | 1894 von Carl Ferdinand Hartzer |                                                                    |
| 09095484 | Unter den Linden Bebelplatz (Lage)                                                                | Standbild General Friedrich Wilhelm von Bülow Bestandteil des Ensembles: Dorotheenstadt                                   | 1819–1822 von Karl Friedrich Schinkel und Christian Daniel Rauch | Standbild General Friedrich Wilhelm von Bülow                      |
| 09060119 | Unter den Linden Bebelplatz (Lage)                                                                | Standbild General Gerhard von Scharnhorst Bestandteil des Ensembles: Dorotheenstadt                                       | 1819–1822 von Karl Friedrich Schinkel und Christian Daniel Rauch | Standbild General Gerhard von Scharnhorst                          |
| 09060125 | Unter den Linden Bebelplatz (Lage)                                                                | Standbild General August Neidhardt von Gneisenau Bestandteil des Ensembles: Dorotheenstadt                                | 1855 von Christian Daniel Rauch | Standbild General August Neidhardt von Gneisenau                   |
| 09060124 | Unter den Linden Bebelplatz (Lage)                                                                | Standbild General Gebhard Leberecht von Blücher Bestandteil des Ensembles: Dorotheenstadt                                 | 1819–1824 von Christian Daniel Rauch und Karl-Friedrich Schinkel, 1826 aufgestellt | Standbild General Gebhard Leberecht von Blücher                    |
| 09060122 | Unter den Linden Bebelplatz (Lage)                                                                | Standbild General Johann David Graf Yorck von Wartenburg Bestandteil des Ensembles: Dorotheenstadt                        | 1855 von Christian Daniel Rauch | Standbild General Johann David Graf Yorck von Wartenburg           |
| 09060118 | Unter der Linden (Lage)                                                                           | Denkmal König Friedrich II. von Preußen Bestandteil des Ensembles: Dorotheenstadt                                         | 1851 von Christian Daniel Rauch | Denkmal König Friedrich II. von Preußen                            |
| 09095948 | Unter den Linden 2 Am Zeughaus Hinter dem Gießhaus Hinter dem Zeughaus (Lage)                     | Zeughaus | 1695–1706 von Johann Arnold Nering, Martin Grünberg, Andreas Schlüter und Jean de Bodt, Wiederaufbau 1952–1953 von Theodor Voissem | Zeughaus Berlin                                                    |
| 09095948 | Unter den Linden 2 Am Zeughaus Hinter dem Gießhaus Hinter dem Zeughaus (Lage)                     | Zwei weibliche Allegorien (in der Wandelhalle)                                                                            | Allegorische Darstellung von Stärke und Kriegswissenschaft in Form von sitzenden Frauengestalten wurden 1881–1887 von Reinhold Begas geschaffen, standen ehemals im Nikolaiviertel |                                                                    |
| 09095949 | Unter den Linden 3 Niederlagstraße Oberwallstraße (Lage)                                          | Kronprinzenpalais Bestandteil des Ensembles: Dorotheenstadt                                                               | 1732–1733 von Philipp Gerlach, Umbau 1856–1857 von Heinrich Strack, Neuaufbau 1968–1969 von Richard Paulick |                                                                    |
| 09095949 | Unter den Linden 3 Niederlagstraße Oberwallstraße (Lage)                                          | Kronprinzenpalais Bestandteil des Ensembles: Dorotheenstadt                                                               | Gartenanlage, 1969–1970 von W. Hinkefuß |                                                                    |
| 09095950 | Unter den Linden 4 (Lage)                                                                         | Neue Wache Bestandteil des Ensembles: Dorotheenstadt                                                                      | 1816–1818 von Karl Friedrich Schinkel | Neue Wache                                                         |
| 09095950 | Unter den Linden 4 (Lage)                                                                         | Neue Wache Bestandteil des Ensembles: Dorotheenstadt                                                                      | Umbauten: 1930–1931 zum Reichsehrenmal von Heinrich Tessenow, 1957–1960 zum Mahnmal für die Opfer des Faschismus von Heinz Mehlan, 1993 zur Zentralen Gedenkstätte der Bundesrepublik Deutschland | Innenraum mit Pietà von Käthe Kollwitz                             |
| 09095950 | Unter den Linden 4 (Lage)                                                                         | Neue Wache Bestandteil des Ensembles: Dorotheenstadt                                                                      | Freiflächen und „Kastanienwäldchen“, vor 1779, 1816–1818 von Karl Friedrich Schinkel, Instandsetzung 1968 | Neue Wache                                                         |
| 09095951 | Unter den Linden 5 Bebelplatz Oberwallstraße 1–2 (Lage)                                           | Prinzessinnenpalais Bestandteil des Ensembles: Dorotheenstadt                                                             | 1733 von Friedrich Wilhelm Diterichs, Umbau 1810–1811 von Heinrich Gentz, Neuaufbau 1963–1964 von Richard Paulick | Prinzessinnenpalais                                                |
| 09095951 | Unter den Linden 5 Bebelplatz Oberwallstraße 1–2 (Lage)                                           | Prinzessinnenpalais Bestandteil des Ensembles: Dorotheenstadt                                                             | Garten, seit 1733, 1868 von Emil Sello, 1963 verändert | Prinzessinnenpalais                                                |
| 09060120 | Unter den Linden (vor Nr. 6) (Lage)                                                               | Denkmal Alexander von Humboldt Bestandteil des Ensembles: Dorotheenstadt                                                  | 1883 von Reinhold Begas, östlich vom Eingang der Humboldt-Universität | Denkmal Alexander von Humboldt                                     |
| 09060117 | Unter den Linden (vor Nr. 6) (Lage)                                                               | Denkmal Theodor Mommsen Bestandteil des Ensembles: Dorotheenstadt                                                         | 1909 von Adolf Brütt, vor dem Westflügel der Humboldt-Universität | Denkmal Theodor Mommsen                                            |
| 09060127 | Unter den Linden (vor Nr. 6) westlich vom Eingang der Humboldt-Universität (Lage)                 | Denkmal Wilhelm von Humboldt Bestandteil des Ensembles: Dorotheenstadt                                                    | 1883 von Martin Paul Otto | Denkmal Wilhelm von Humboldt                                       |
| 09060116 | Unter den Linden (vor Nr. 6) vor dem Westflügel der Humboldt-Universität (Lage)                   | Standbild Hermann Helmholtz Bestandteil des Ensembles: Dorotheenstadt                                                     | 1899 von Ernst Herter | Standbild Hermann Helmholtz                                        |
| 09095954 | Unter den Linden 6 Dorotheenstraße 17 Universitätsstraße (Lage)                                   | Palais Prinz Heinrich, Humboldt-Universität Bestandteil des Ensembles: Dorotheenstadt                                     | 1748–1765 von Johann Boumann d. Ä., Erweiterung 1913–1920 von Ludwig Hoffmann, Wiederaufbau 1949–1962 (siehe auch Gartendenkmal Unter den Linden 6) | Palais des Prinzen Heinrich, Hauptgebäude der Humboldt-Universität |
| 09095952 | Unter den Linden 7 Bebelplatz (Lage)                                                              | Königliches Opernhaus, Deutsche Staatsoper Bestandteil des Ensembles: Dorotheenstadt                                      | 1741–1743 von Georg Wenzeslaus von Knobelsdorff, Umbau 1843–1844 von Carl Ferdinand Langhans, Umbauten 1910 und 1926–1928, Wiederaufbau und Umbau 1952–1955 von Richard Paulick | Königliches Opernhaus, heute Staatsoper Unter den Linden           |
| 09095952 | Unter den Linden 7 Bebelplatz (Lage)                                                              | Königliches Opernhaus, Deutsche Staatsoper Bestandteil des Ensembles: Dorotheenstadt                                      | Hauptsaal | Königliches Opernhaus, heute Staatsoper Unter den Linden           |
| 09095953 | Unter den Linden 8 Charlottenstraße 39–41 Dorotheenstraße 27 Universitätsstraße 6–9 (Lage)        | Königliche Bibliothek, Deutsche Staatsbibliothek Bestandteil des Ensembles: Dorotheenstadt                                | 1903–1914 von Ernst von Ihne (siehe auch Gartendenkmal Unter den Linden 8) | Portikus                                                           |
| 09065010 | Unter den Linden 9 Bebelplatz (Lage)                                                              | Altes Palais Bestandteil des Ensembles: Dorotheenstadt                                                                    | 1834–1837 von Carl Ferdinand Langhans, Wiederaufbau (Innenausbau neu) 1963–1964 von Fritz Meinhardt | Altes Palais                                                       |
| 09030015 | Unter den Linden 10 Charlottenstraße 44–45 Mittelstraße 64–65 (Lage)                              | Römerhof Bestandteil des Ensembles: Dorotheenstadt                                                                        | 1910–1911 von Kurt Berndt und A. F. M. Lange | Römischer Hof                                                      |
| 09030016 | Unter den Linden 12 (Lage)                                                                        | Geschäftshaus Bestandteil des Ensembles: Dorotheenstadt                                                                   | 1908–1910 von Max Grünfeld |                                                                    |
| 09080274 | Unter den Linden 13 (Lage)                                                                        | Erweiterungsbau der Disconto-Gesellschaft Bestandteil des Ensembles: Dorotheenstadt                                       | 1889–1891 von Ende & Böckmann |                                                                    |
| 09080275 | Unter den Linden 15 Charlottenstraße 37–38 (Lage)                                                 | Erweiterungsbau der Disconto-Gesellschaft Bestandteil des Ensembles: Dorotheenstadt                                       | 1922–1925 von Bielenberg & Moser |                                                                    |
| 09075014 | Unter den Linden 17 Charlottenstraße 46 Rosmarinstraße 1 (Lage)                                   | Hotel Carlton Bestandteil des Ensembles: Dorotheenstadt                                                                   | 1902 von Carl Gause |                                                                    |
| 09030017 | Unter den Linden 24 Friedrichstraße 155–156 (Lage)                                                | Haus der Schweiz Bestandteil des Ensembles: Dorotheenstadt                                                                | 1934–1936 von Ernst Meier-Appenzell | Haus der Schweiz                                                   |
| 09075015 | Unter den Linden 26 Mittelstraße 53–54 (Lage)                                                     | Preußische Central-Boden-Credit AG Bestandteil des Ensembles: Dorotheenstadt                                              | 1914 von Bielenberg & Moser |                                                                    |
| 09075016 | Unter den Linden 28/30 Mittelstraße 51–52 (Lage)                                                  | Daimler-Motoren-Gesellschaft Bestandteil des Ensembles: Dorotheenstadt                                                    | 1912–1913 von Alfred Klingenberg und Fritz Beyer |                                                                    |
| 09030018 | Unter den Linden 36/38 (Lage)                                                                     | Zollernhof Bestandteil des Ensembles: Dorotheenstadt                                                                      | 1910–1911 von Bruno Paul und Kurt Berndt | Zollernhof                                                         |
| 09030018 | Unter den Linden 36/38 (Lage)                                                                     | Denkmalverlust: Ergänzungsbau und Hof                                                                                     | Ergänzungsbau, 1938 von Bielenberg & Moser, 2/3 des Zollernhofes 1996 abgerissen für ZDF-Hauptstadtstudio |                                                                    |
| 09030019 | Unter den Linden 40 Mittelstraße 43 (Lage)                                                        | Schlafwagengesellschaft Wagon-Lit Bestandteil des Ensembles: Dorotheenstadt                                               | 1907–1908 von Kurt Berndt und A. F. M. Lange |                                                                    |
| 09030019 | Unter den Linden 40 Mittelstraße 43 (Lage)                                                        | Schlafwagengesellschaft Wagon-Lit Bestandteil des Ensembles: Dorotheenstadt                                               | Verwaltungsgebäude Mittelstraße |                                                                    |
| 09075006 | Unter den Linden 55/65 Behrenstraße 66–67 (Lage)                                                  | Sowjetische Botschaft (heute: Botschaft der Russischen Föderation) mit Ehrenhof Bestandteil des Ensembles: Dorotheenstadt | 1949–1951 vom Kollektiv Anatoli Stryshewski, Lebedinskij, Sichert und Friedrich Skujin | Botschaft der Russischen Föderation                                |
| 09075006 | Unter den Linden 55/65 Behrenstraße 66–67 (Lage)                                                  | Sowjetische Botschaft (heute: Botschaft der Russischen Föderation) mit Ehrenhof Bestandteil des Ensembles: Dorotheenstadt | Rückgebäude Behrenstraße,1949–1951 vom Kollektiv Anatoli Stryshewski, Lebedinskij, Sichert und Friedrich Skujin | Botschaft der Russischen Föderation                                |
| 09075006 | Unter den Linden 55/65 Behrenstraße 66–67 (Lage)                                                  | Sowjetische Botschaft (heute: Botschaft der Russischen Föderation) mit Ehrenhof Bestandteil des Ensembles: Dorotheenstadt | Ehrenhof |                                                                    |
| 09075013 | Unter den Linden 67 (Lage)                                                                        | Geschäftshaus Friedländer Bestandteil des Ensembles: Dorotheenstadt                                                       | 1907–1908 von Breslauer & Salinger |                                                                    |
| 09030014 | Wilhelmstraße 60 Behrenstraße 71–72 (Lage)                                                        | Erweiterungsbau des Preußischen Kultusministeriums Bestandteil des Ensembles: Dorotheenstadt                              | 1901–1903 von Paul Kieschke |                                                                    |

## Gartendenkmale
| Nr.      | Lage                      | Offizielle Bezeichnung                                                                  | Beschreibung                                                                                         | Bild |
| -------- | ------------------------- | --------------------------------------------------------------------------------------- | --- | ---- |
| 09010204 | Pariser Platz (Lage)      | Stadtplatz Bestandteil des Ensembles: Dorotheenstadt                                    | um 1734, 1880 von Hermann Mächtig, 1992 Wiederherstellung                                            |      |
| 09010207 | Unter den Linden 6 (Lage) | Garten- und Ehrenhof der Humboldt-Universität Bestandteil des Ensembles: Dorotheenstadt | 1748–1753, Umgestaltungen im Ehrenhof ab 1846, 1935–1936, (siehe auch Baudenkmal Unter den Linden 6) |      |
| 09010207 | Unter den Linden 6 (Lage) | Garten- und Ehrenhof der Humboldt-Universität Bestandteil des Ensembles: Dorotheenstadt | Umgestaltungen im Gartenhof ab 1820, 1960–1962 von Georg Béla Pniower                                |      |
| 09010208 | Unter den Linden 8 (Lage) | Gartenhof der Staatsbibliothek Bestandteil des Ensembles: Dorotheenstadt                | 1903–1914 (siehe auch Baudenkmal Unter den Linden 8)                                                 |      |

## Bodendenkmale
| Nr.      | Lage                                              | Offizielle Bezeichnung                                      | Beschreibung       | Bild |
| -------- | ------------------------------------------------- | ----------------------------------------------------------- | ------------------ | ---- |
| 09097750 | Behrenstraße (Lage)                               | Bunkeranlage der Dienstvilla Goebbels                       | 1941 von K. Krause |      |
| 09010167 | Dorotheenstraße, Neustädtische Kirchstraße (Lage) | Fundamente und Bestattungen der Dorotheenstädtischen Kirche | ab Ende 17. Jh.    |      |

## Ehemalige Denkmale
| Nr.       | Lage                              | Offizielle Bezeichnung | Beschreibung                 | Bild |
| --------- | --------------------------------- | ---------------------- | ---------------------------- | ---- |
| unbekannt | Unter den Linden 76 Wilhelmstraße | Ungarische Botschaft   | 1966; Abriss 1998 für Neubau |      |